# Liste der Stolpersteine in Gouda
Die Liste der Stolpersteine in Gouda enthält die Stolpersteine, die im Rahmen des gleichnamigen Kunst-Projekts von Gunter Demnig in Gouda verlegt wurden. Mit ihnen soll an die Opfer des Nationalsozialismus erinnert werden, die in Gouda lebten und wirkten.

## Liste der Stolpersteine
| Name                               | Adresse                              | Bild                                                | Inschrift | Verlegedatum  | Übersetzung und Anmerkungen |
| ---------------------------------- | ------------------------------------ | --------------------------------------------------- | --- | ------------- | --- |
| Hedwig Apfelbaum-Reis              | Adriaen Gerridsz de Vrijestraat 18 · | Stolperstein für Hedwig Apfelbaum-Reis              | Hier woonde Hedwig Apfelbaum-Reis geb. 1897 gedeporteerd 11.1.1944 uit Westerbork vermoord 13.2.1945 Bergen-Belsen                                          | 24. Apr. 2018 | Hier wohnte Hedwig Apfelbaum-Reis, geboren 1897, deportiert 11.1.1944 aus Westerbork, ermordet 13.2.1945, Bergen-Belsen |
| Julius Reis                        | Adriaen Gerridsz de Vrijestraat 18 · | Stolperstein für Julius Reis                        | Hier woonde Julius Reis geb. 1880 gedeporteerd 11.1.1944 uit Westerbork vermoord 30.12.1944 Bergen-Belsen                                                   | 24. Apr. 2018 | Hier wohnte Julius Reis, geboren 1880, deportiert 11.1.1944 aus Westerbork, ermordet 30.12.1944, Bergen-Belsen |
| Maurits van Monnikendam            | Achter de Vismarkt 72 ·              | Stolperstein für Maurits van Monnikendam            | Hier woonde Maurits van Monnikendam geb. 1886 gedeporteerd 11.5.1943 uit Westerbork vermoord 14.5.1943 Sobibor                                              | 27. Feb. 2013 | Hier wohnte Maurits van Monnikendam, geboren 1886, deportiert 11.5.1943 aus Westerbork, ermordet 14.5.1943 in Sobibor. Bei der Erstverlegung am 27.2.2013 wurden die Stolpersteine in einer anderen Reihenfolge verlegt.   |
| Esther van Monnikendam-Mok         | Achter de Vismarkt 72 ·              | Stolperstein für Esther van Monnikendam-Mok         | Hier woonde Esther van Monnikendam-Mok geb. 1883 gedeporteerd 11.5.1943 uit Westerbork vermoord 14.5.1943 Sobibor                                           | 27. Feb. 2013 | Hier wohnte Esther van Monnikendam-Mok, geboren 1883, deportiert 11.5.1943 aus Westerbork, ermordet 14.5.1943 in Sobibor                                                                                                   |
| Leon van Monnikendam               | Achter de Vismarkt 72 ·              | Stolperstein für Leon van Monnikendam               | Hier woonde Leon van Monnikendam geb. 1918 gedeporteerd 21.9.1943 uit Westerbork vermoord 21.1.1945 Auschwitz                                               | 27. Feb. 2013 | Hier wohnte Leon van Monnikendam, geboren 1918, deportiert 21.9.1943 aus Westerbork, ermordet 21.1.1945 in Auschwitz |
| Hartog van Monnikendam             | Achter de Vismarkt 72 ·              | Stolperstein für Hartog van Monnikendam             | Hier woonde Hartog van Monnikendam geb. 1920 gedeporteerd 21.9.1943 uit Westerbork vermoord 18.12.1943 Auschwitz                                            | 27. Feb. 2013 | Hier wohnte Hartog van Monnikendam, geboren 1920, deportiert 21.9.1943 aus Westerbork, ermordet 18.12.1943 in Auschwitz |
| Jansje Monnikendam van-Mok         | Achter de Vismarkt 72 ·              | Stolperstein für Jansje van Monnikendam-Mok         | Hier woonde Jansje van Monnikendam-Mok geb. 1916 gedeporteerd 6.7.1943 uit Westerbork vermoord 9.7.1943 Sobibor                                             | 20. Feb. 2015 | Hier wohnte Jansje van Monnikendam-Mok, geboren 1916, deportiert 6.7.1943 aus Westerbork, ermordet 9.7.1943 in Sobibor |
| Henrij Sanders                     | Agatha Dekenstraat 4 ·               | Stolperstein für Henrij Sanders                     | Hier woonde Henrij Sanders geb. 1861 gedeporteerd 2.11.1942 uit Westerbork vermoord 5.11.1942 Auschwitz                                                     | 29. Aug. 2012 | Hier wohnte Henrij Sanders, geboren 1861, deportiert 2.11.1942 aus Westerbork, ermordet 5.11.1942 in Auschwitz |
| Roosje Sanders                     | Agatha Dekenstraat 4 ·               | Stolperstein für Roosje Sanders                     | Hier woonde Roosje Sanders geb. 1861 gedeporteerd 2.11.1942 uit Westerbork vermoord 5.11.1942 Auschwitz                                                     | 29. Aug. 2012 | Hier wohnte Roosje Sanders, geboren 1861, deportiert 2.11.1942 aus Westerbork, ermordet 5.11.1942 in Auschwitz |
| Golda Zwiefach                     | Agatha Dekenstraat 4 ·               | Stolperstein für Golda Zwiefach                     | Hier woonde Golda Zwiefach geb. 1919 gedeporteerd 11.1.1943 uit Westerbork vermoord 30.4.1943 Auschwitz                                                     | 27. Feb. 2013 | Hier wohnte Golda Zwiefach, geboren 1919, deportiert 11.1.1943 aus Westerbork, ermordet 30.4.1943 in Auschwitz |
| Felix Wertheimer                   | Blauwstraat 13 ·                     | Stolperstein für Felix Wertheimer                   | Hier woonde Felix Wertheimer geb. 1886 gedeporteerd 29.6.1943 uit Westerbork vermoord 2.7.1943 Sobibor                                                      | 12. Apr. 2021 | Hier wohnte Felix Wertheimer, geboren 1886, deportiert 29.6.1943 aus Westerbork, ermordet 2.7.1943 in Sobibor |
| Otto Teitler                       | Blekerssingel 28 ·                   | Stolperstein für Otto Teitler                       | Hier woonde Otto Teitler geb. 1900 gedeporteerd 25.9.1942 uit Westerbork vermoord 31.1.1943 Auschwitz                                                       | 12. Apr. 2021 | Hier wohnte Otto Teitler, geboren 1900, deportiert 25.9.1942 aus Westerbork, ermordet 31.1.1943 in Auschwitz |
| Hildegard Teitler-Cohn             | Blekerssingel 28 ·                   | Stolperstein für Hildegard Teitler-Cohn             | Hier woonde Hildegard Teitler-Cohn geb. 1907 gedeporteerd 25.9.1942 uit Westerbork vermoord 28.9.1942 Auschwitz                                             | 12. Apr. 2021 | Hier wohnte Hildegard Teitler-Cohn, geboren 1907, deportiert 25.9.1942 aus Westerbork, ermordet 28.9.1942 in Auschwitz |
| Jacobus Neeter                     | Blekerssingel 29 ·                   | Stolperstein für Jacobus Neeter                     | Hier woonde Jacobus Neeter geb. 1889 gedeporteerd 10.11.1942 uit Westerbork vermoord 13.11.1942 Auschwitz                                                   | 20. Feb. 2015 | Hier wohnte Jacobus Neeter, geboren 1889, deportiert 10.11.1942 aus Westerbork, ermordet 13.11.1942 in Auschwitz |
| Saartje Neeter-Ensel               | Blekerssingel 29 ·                   | Stolperstein für Saartje Neeter-Ensel               | Hier woonde Saartje Neeter-Ensel geb. 1885 gedeporteerd 10.11.1942 uit Westerbork vermoord 13.11.1942 Auschwitz                                             | 20. Feb. 2015 | Hier wohnte Saartje Neeter-Ensel, geboren 1885, deportiert 10.11.1942 aus Westerbork, ermordet 13.11.1942 in Auschwitz |
| Jacques Mogendorff                 | Blekerssingel 51 ·                   | Stolperstein für Jacques Mogendorff                 | Hier woonde Jacques Mogendorff geb. 1882 gearresteerd 11.5.1940 in Duitsland vermoord 28.7.1942 Dachau                                                      | 27. Feb. 2013 | Hier wohnte Jacques Mogendorff, geboren 1882, verhaftet 11.5.1940 in Deutschland, ermordet 28.7.1942 in Dachau |
| Mietje Mogendorff-Meijer           | Blekerssingel 51 ·                   | Stolperstein für Mietje Mogendorff-Meijer           | Hier woonde Mietje Mogendorff-Meijer geb. 1880 gedeporteerd 20.4.1943 uit Westerbork vermoord 23.4.1943 Sobibor                                             | 27. Feb. 2013 | Hier wohnte Mietje Mogendorff-Meijer, geboren 1880, deportiert 20.4.1943 aus Westerbork, ermordet 23.4.1943 in Sobibor |
| John Beek                          | Blekerssingel 51 ·                   | Stolperstein für John Beek                          | Hier woonde John Beek geb. 1932 gedeporteerd 16.2.1943 uit Westerbork vermoord 19.2.1943 Auschwitz                                                          | 15. Nov. 2020 | Hier wohnte John Beek, geboren 1932, deportiert 16.2.1943 aus Westerbork, ermordet 19.2.1943 in Auschwitz |
| Leo Klisser                        | Broekweg 2 ·                         | Stolperstein für Leo Klisser                        | Hier woonde in de Onderduik Leo Klisser geb. 1936 gedeporteerd 8.2.1944 uit Westerbork vermoord 11.2.1944 Auschwitz                                         | 12. Feb. 2017 | Hier wohnte im Untergrund Leo Klisser, geboren 1936, deportiert 8.2.1944 aus Westerbork, ermordet 11.2.1944 in Auschwitz                                                                                                   |
| Benjamin Leiser                    | Burgemeester Martenssingel 125 ·     | Stolperstein für Benjamin Leiser                    | Hier woonde Benjamin Leiser geb. 1883 gedeporteerd 23.2.1943 uit Westerbork vermoord 26.2.1943 Auschwitz                                                    | 29. Aug. 2012 | Hier wohnte Benjamin Leiser, geboren 1883, deportiert 23.2.1943 aus Westerbork, ermordet 26.2.1943 in Auschwitz |
| Marcel Leiser                      | Burgemeester Martenssingel 125 ·     | Stolperstein für Marcel Leiser                      | Hier woonde Marcel Leiser geb. 1923 als Represaille gefusilleerd 12.10.1944 Nijeholtwolde                                                                   | 29. Aug. 2012 | Hier wohnte Marcel Leiser, geboren 1923, als Vergeltungsmaßnahme hingerichtet am 12.10.1944 in Nijeholtwolde |
| Eva Leiser-van Dantzig             | Burgemeester Martenssingel 125 ·     | Stolperstein für Eva Leiser-van Dantzig             | Hier woonde Eva Leiser-van Dantzig geb. 1884 gedeporteerd 23.2.1943 uit Westerbork vermoord 26.2.1943 Auschwitz                                             | 29. Aug. 2012 | Hier wohnte Eva Leiser-van Dantzig, geboren 1884, deportiert 23.2.1943 aus Westerbork, ermordet 26.2.1943 in Auschwitz |
| Maurits Emanuel Leuw               | Burgvlietkade 60 ·                   | Stolperstein für Maurits Emanuel Leuw               | Hier woonde Maurits Emanuel Leuw geb. 1902 gedeporteerd 19.10.1943 uit Westerbork vermoord 31.3.1944 Auschwitz                                              | 29. Aug. 2012 | Hier wohnte Maurits Emanuel Leuw, geboren 1902, deportiert 19.10.1943 aus Westerbork, ermordet 31.3.1944 in Auschwitz |
| Fritz Mohr                         | Burgvlietkade 79 ·                   | Stolperstein für Fritz Mohr                         | Hier woonde Fritz Mohr geb. 1900 gedeporteerd 25.5.1943 uit Westerbork vermoord 28.5.1943 Sobibor                                                           | 11. März 2019 | Hier wohnte Fritz Mohr, geboren 1900, deportiert 25.5.1943 aus Westerbork, ermordet 28.5.1943 in Sobibor |
| Renate Mohr                        | Burgvlietkade 79 ·                   | Stolperstein für Renate Mohr                        | Hier woonde Renate Mohr geb. 1934 gedeporteerd 25.5.1943 uit Westerbork vermoord 28.5.1943 Sobibor                                                          | 11. März 2019 | Hier wohnte Renate Mohr, geboren 1934, deportiert 25.5.1943 aus Westerbork, ermordet 28.5.1943 in Sobibor |
| Alice Mohr-May                     | Burgvlietkade 79 ·                   | Stolperstein für Alice Mohr-May                     | Hier woonde Alice Mohr-May geb. 1904 gedeporteerd 25.5.1943 uit Westerbork vermoord 28.5.1943 Sobibor                                                       | 11. März 2019 | Hier wohnte Alice Mohr-May, geboren 1904, deportiert 25.5.1943 aus Westerbork, ermordet 28.5.1943 in Sobibor |
| Gerson Mol                         | Cappenersteeg 2 ·                    | Stolperstein für Gerson Mol                         | Hier woonde Gerson Mol geb. 1898 gedeporteerd 16.10.1942 uit Westerbork vermoord 31.3.1944 Midden-Europa                                                    | 11. März 2019 | Hier wohnte Gerson Mol, geboren 1898, deportiert 16.10.1942 aus Westerbork, ermordet 31.3.1944 in Mitteleuropa |
| Frederika Mol-Wolffers             | Cappenersteeg 2 ·                    | Stolperstein für Frederika Mol-Wolffers             | Hier woonde Frederika Mol-Wolffers geb. 1880 gedeporteerd 16.10.1942 uit Westerbork vermoord 19.10.1942 Auschwitz                                           | 11. März 2019 | Hier wohnte Frederika Mol-Wolffers, geboren 1880, deportiert 16.10.1942 aus Westerbork, ermordet 19.10.1942 in Auschwitz                                                                                                   |
| Sophia de Gast-Wolffers            | Cappenersteeg 2 ·                    | Stolperstein für Sophia de Gast-Wolffers            | Hier woonde Sophia de Gast-Wolffers geb. 1881 gedeporteerd 2.11.1942 uit Westerbork vermoord 5.11.1942 Auschwitz                                            | 11. März 2019 | Hier wohnte Sophia de Gast-Wolffers, geboren 1881, deportiert 2.11.1942 aus Westerbork, ermordet 5.11.1942 in Auschwitz |
| Julius Kobijlinski                 | Crabethstraat 5 ·                    | Stolperstein für Julius Kobijlinski                 | Hier woonde Julius Kobijlinski geb. 1878 gedeporteerd 16.7.1942 uit Amersfoort via Westerbork vermoord 17.8.1942 in Auschwitz                               | 11. März 2019 | Hier wohnte Julius Kobijlinski, geboren 1878, deportiert 16.7.1942 aus Amersfoort über Westerbork, ermordet 17.8.1942 in Auschwitz                                                                                         |
| Hertha Kobijlinski-Naumann         | Crabethstraat 5 ·                    | Stolperstein für Hertha Kobijlinski-Naumann         | Hier woonde Hertha Kobijlinski-Naumann geb. 1889 gedeporteerd 10.11.1942 uit Westerbork vermoord 13.11.1942 Auschwitz                                       | 11. März 2019 | Hier wohnte Hertha Kobijlinski-Naumann, geboren 1889, deportiert 10.11.1942 aus Westerbork, ermordet 13.11.1942 in Auschwitz                                                                                               |
| Walter Kobijlinski                 | Crabethstraat 5 ·                    | Stolperstein für Walter Kobijlinski                 | Hier woonde Walter Kobijlinski geb. 1921 gedeporteerd 10.11.1942 uit Westerbork vermoord 31.3.1944 Auschwitz                                                | 11. März 2019 | Hier wohnte Walter Kobijlinski, geboren 1921, deportiert 10.11.1942 aus Westerbork, ermordet 31.3.1944 in Auschwitz |
| Erich Helmut Kobijlinski           | Crabethstraat 5 ·                    | Stolperstein für Erich Helmut Kobijlinski           | Hier woonde Erich Helmut Kobijlinski geb. 1921 gedeporteerd 10.11.1942 uit Westerbork vermoord 31.3.1944 Midden-Europa                                      | 11. März 2019 | Hier wohnte Erich Helmut Kobijlinski, geboren 1921, deportiert 10.11.1942 aus Westerbork, ermordet 31.3.1944 in Mitteleuropa                                                                                               |
| Henriëtte Landau-Nehemias          | Crabethstraat 36 ·                   | Stolperstein für Henriëtte Landau-Nehemias          | Hier woonde Henriëtte Landau-Nehemias geb. 1875 gedeporteerd 23.10.1942 uit Westerbork vermoord 26.10.1942 Auschwitz                                        | 12. Apr. 2021 | Hier wohnte Henriëtte Landau-Nehemias, geboren 1875, deportiert 23.10.1942 aus Westerbork, ermordet 26.10.1942 in Auschwitz                                                                                                |
| Alfred Landau                      | Crabethstraat 36 ·                   | Stolperstein für Alfred Landau                      | Hier woonde Alfred Landau geb. 1878 gedeporteerd 23.10.1942 uit Westerbork vermoord 26.10.1942 Auschwitz                                                    | 12. Apr. 2021 | Hier wohnte Alfred Landau, geboren 1878, deportiert 23.10.1942 aus Westerbork, ermordet 26.10.1942 in Auschwitz |
| Mietje Frank-Cats                  | Crabethstraat 51 ·                   | Stolperstein für Mietje Frank-Cats                  | Hier woonde Mietje Frank-Cats geb. 1874 gedeporteerd 23.10.1942 uit Westerbork vermoord 26.10.1942 Auschwitz                                                | 1. Nov. 2014  | Hier wohnte Mietje Frank-Cats, geboren 1874, deportiert 23.10.1942 aus Westerbork, ermordet 26.10.1942 in Auschwitz |
| Lotty Hirsch-May                   | Crabethstraat 51 ·                   | Stolperstein für Lotty Hirsch-May                   | Hier woonde Lotty Hirsch-May geb. 1883 gedeporteerd 18.5.1943 uit Westerbork vermoord 21.5.1943 Auschwitz                                                   | 20. Feb. 2015 | Hier wohnte Lotty Hirsch-May, geboren 1883, deportiert 18.5.1943 aus Westerbork, ermordet 21.5.1943 in Auschwitz |
| Herta Neumeyer-Hausdorff           | Elizabeth Wolffstraat 5 ·            | Stolperstein für Herta Neumeyer-Hausdorff           | Hier woonde Herta Neumeyer-Hausdorff geb. 1888 gedeporteerd 16.10.1942 uit Westerbork vermoord 19.10.1942 Auschwitz                                         | 12. Feb. 2017 | Hier wohnte Herta Neumeyer-Hausdorff, geboren 1888, deportiert 16.10.1942 aus Westerbork, ermordet 19.10.1942 in Auschwitz                                                                                                 |
| Valerie Käthe Neumeyer             | Elizabeth Wolffstraat 5 ·            | Stolperstein für Valerie Käthe Neumeyer             | Hier woonde Valerie Käthe Neumeyer geb. 1913 gedeporteerd 16.10.1942 uit Westerbork vermoord 19.10.1942 Auschwitz                                           | 12. Feb. 2017 | Hier wohnte Valerie Käthe Neumeyer, geboren 1913, deportiert 16.10.1942 aus Westerbork, ermordet 19.10.1942 in Auschwitz                                                                                                   |
| Max Katz                           | Elizabeth Wolffstraat 5 ·            | Stolperstein für Max Katz                           | Hier woonde Max Katz geb. 1892 gedeporteerd 25.5.1943 uit Westerbork vermoord 28.5.1943 Auschwitz                                                           | 12. Feb. 2017 | Hier wohnte Max Katz, geboren 1892, deportiert 25.5.1943 aus Westerbork, ermordet 28.5.1943 in Auschwitz |
| Andries Samuel van Wijnbergen      | Fluwelensingel 32 ·                  | Stolperstein für Andries Samuel van Wijnbergen      | Hier woonde Andries Samuel van Wijnbergen geb. 1885 vermoord 24.10.1944 door een ned. SD'er Moordrecht                                                      | 12. Feb. 2017 | Hier wohnte Andries Samuel van Wijnbergen, geboren 1885, ermordet 24.10.1944 durch einen niederländischen SDler in Moordrecht                                                                                              |
| Henri Polak                        | Fluwelensingel 33 ·                  | Stolperstein für Henri Polak                        | Hier woonde Henri Polak geb. 1883 gedeporteerd 10.11.1942 uit Westerbork vermoord 13.11.1942 Auschwitz                                                      | 29. Aug. 2012 | Hier wohnte Henri Polak, geboren 1883, deportiert 10.11.1942 aus Westerbork, ermordet 13.11.1942 in Auschwitz |
| Arnold Polak                       | Fluwelensingel 33 ·                  | Stolperstein für Arnold Polak                       | Hier woonde Arnold Polak geb. 1920 gedeporteerd 12.6.1942 uit Amersfoort vermoord 22.6.1942 Mauthausen                                                      | 29. Aug. 2012 | Hier wohnte Arnold Polak, geboren 1920, deportiert 12.6.1942 aus Amersfoort, ermordet 22.6.1942 in Mauthausen |
| Henriëtte Polak-van Zwanenberg     | Fluwelensingel 33 ·                  | Stolperstein für Henriëtte Polak-van Zwanenberg     | Hier woonde Henriëtte Polak-van Zwanenberg geb. 1890 gedeporteerd 26.10.1942 uit Westerbork vermoord 29.10.1942 Auschwitz                                   | 29. Aug. 2012 | Hier wohnte Henriëtte Polak-van Zwanenberg, geboren 1890, deportiert 26.10.1942 aus Westerbork, ermordet 29.10.1942 in Auschwitz                                                                                           |
| Israël Pierot                      | Fluwelensingel 64 ·                  | Stolperstein für Israël Pierot                      | Hier woonde Israël Pierot geb. 1888 gedeporteerd 25.5.1943 uit Westerbork vermoord 28.5.1943 Sobibor                                                        | 29. Aug. 2012 | Hier wohnte Israël Pierot, geboren 1888, deportiert 25.5.1943 aus Westerbork, ermordet 28.5.1943 in Sobibor |
| Rebecca Pierot                     | Fluwelensingel 64 ·                  | Stolperstein für Rebecca Pierot                     | Hier woonde Rebecca Pierot geb. 1925 gedeporteerd 25.5.1943 uit Westerbork vermoord 28.5.1943 Sobibor                                                       | 29. Aug. 2012 | Hier wohnte Rebecca Pierot, geboren 1925, deportiert 25.5.1943 aus Westerbork, ermordet 28.5.1943 in Sobibor |
| Francina Pierot-Polak              | Fluwelensingel 64 ·                  | Stolperstein für Francina Pierot-Polak              | Hier woonde Francina Pierot-Polak geb. 1884 gedeporteerd 25.5.1943 uit Westerbork vermoord 28.5.1943 Sobibor                                                | 29. Aug. 2012 | Hier wohnte Francina Pierot-Polak, geboren 1884, deportiert 25.5.1943 aus Westerbork, ermordet 28.5.1943 in Sobibor |
| Margot Todtenkopf                  | Fluwelensingel 77 ·                  | Stolperstein für Margot Todtenkopf                  | Hier woonde Margot Todtenkopf geb. 1921 gedeporteerd 18.1.1944 uit Westerbork Theresienstadt Auschwitz bezweken 1.5.1945 Bergen-Belsen                      | 12. Apr. 2021 | Hier wohnte Margot Todtenkopf, geboren 1921, deportiert 18.1.1944 aus Westerbork, Theresienstadt, Auschwitz, befreit 1.5.1945 Bergen-Belsen                                                                                |
| Henni Freudenstein                 | Graaf Florisweg 15 ·                 | Stolperstein für Henni Freudenstein                 | Hier woonde Henni Freudenstein geb. 1887 gedeporteerd 25.5.1943 uit Westerbork vermoord 28.5.1943 Sobibor                                                   | 12. Apr. 2021 | Hier wohnte Henni Freudenstein, geboren 1887, deportiert 25.5.1943 aus Westerbork, ermordet 28.5.1943 in Sobibor |
| Basia Austeiczer-Udler             | Graaf Florisweg 98 ·                 | Stolperstein für Basia Austeiczer-Udler             | Hier woonde Basia Austeiczer-Udler geb. 1872 gedeporteerd 20.4.1943 uit Westerbork vermoord 23.4.1943 Sobibor                                               | 12. Apr. 2021 | Hier wohnte Basia Austeiczer-Udler, geboren 1872, deportiert 20.4.1943 aus Westerbork, ermordet 23.4.1943 in Sobibor |
| Hermann Lachmann                   | Graaf van Bloisstraat 56a ·          | Stolperstein für Hermann Lachmann                   | Hier woonde Hermann Lachmann geb. 1905 gedeporteerd 18.5.1943 uit Westerbork vermoord 21.5.1943 Sobibor                                                     | 11. März 2019 | Hier wohnte Hermann Lachmann, geboren 1905, deportiert 18.5.1943 aus Westerbork, ermordet 21.5.1943 in Sobibor |
| Jozef Lachmann                     | Graaf van Bloisstraat 56a ·          | Stolperstein für Jozef Lachmann                     | Hier woonde Jozef Lachmann geb. 1936 gedeporteerd 18.5.1943 uit Westerbork vermoord 21.5.1943 Sobibor                                                       | 11. März 2019 | Hier wohnte Jozef Lachmann, geboren 1936, deportiert 18.5.1943 aus Westerbork, ermordet 21.5.1943 in Sobibor |
| Rachel Lachmann-van Gelder         | Graaf van Bloisstraat 56a ·          | Stolperstein für Rachel Lachmann-van Gelder         | Hier woonde Rachel Lachmann-van Gelder geb. 1908 gedeporteerd 18.5.1943 uit Westerbork vermoord 21.5.1943 Sobibor                                           | 11. März 2019 | Hier wohnte Rachel Lachmann-van Gelder, geboren 1908, deportiert 18.5.1943 aus Westerbork, ermordet 21.5.1943 in Sobibor                                                                                                   |
| Judik van Tijn                     | Groeneweg 43 ·                       | Stolperstein für Judik van Tijn                     | Hier woonde Judik van Tijn geb. 1872 gedeporteerd 26.10.1942 uit Westerbork vermoord 29.10.1942 Auschwitz                                                   | 29. Aug. 2012 | Hier wohnte Judik van Tijn, geboren 1872, deportiert 26.10.1942 aus Westerbork, ermordet 29.10.1942 in Auschwitz |
| Marianne van Tijn                  | Groeneweg 43 ·                       | Stolperstein für Marianne van Tijn                  | Hier woonde Marianne van Tijn geb. 1877 gedeporteerd 26.10.1942 uit Westerbork vermoord 29.10.1942 Auschwitz                                                | 29. Aug. 2012 | Hier wohnte Marianne van Tijn, geboren 1877, deportiert 26.10.1942 aus Westerbork, ermordet 29.10.1942 in Auschwitz |
| Aron van Tijn                      | Groeneweg 43 ·                       | Stolperstein für Aron van Tijn                      | Hier woonde Aron van Tijn geb. 1880 gedeporteerd 23.10.1942 uit Westerbork vermoord 26.10.1942 Auschwitz                                                    | 29. Aug. 2012 | Hier wohnte Aron van Tijn, geboren 1880, deportiert 23.10.1942 aus Westerbork, ermordet 26.10.1942 in Auschwitz |
| Mozes van Tijn                     | Groeneweg 43 ·                       | Stolperstein für Mozes van Tijn                     | Hier woonde Mozes van Tijn geb. 1882 gedeporteerd 23.10.1942 uit Westerbork vermoord 26.10.1942 Auschwitz                                                   | 29. Aug. 2012 | Hier wohnte Mozes van Tijn, geboren 1882, deportiert 23.10.1942 aus Westerbork, ermordet 26.10.1942 in Auschwitz |
| Manfred Linder                     | Hertzogstraat 3 ·                    | Stolperstein für Manfred Linder                     | Hier woonde Manfred Linder geb. 1899 gedeporteerd 2.10.1942 uit Westerbork vermoord 31.10.1943 Schöppenitz                                                  | 12. Feb. 2017 | Hier wohnte Manfred Linder, geboren 1899, deportiert 2.10.1942 aus Westerbork, ermordet 31.10.1943 in Schöppenitz |
| Leopold Linder                     | Hertzogstraat 3 ·                    | Stolperstein für Leopold Linder                     | Hier woonde Leopold Linder geb. 1935 gedeporteerd 2.10.1942 uit Westerbork vermoord 5.10.1942 Auschwitz                                                     | 12. Feb. 2017 | Hier wohnte Leopold Linder, geboren 1935, deportiert 2.10.1942 aus Westerbork, ermordet 5.10.1942 in Auschwitz |
| Elsa Linder-Gottlieb               | Hertzogstraat 3 ·                    | Stolperstein für Elsa Linder-Gottlieb               | Hier woonde Elsa Linder-Gottlieb geb. 1907 gedeporteerd 2.10.1942 uit Westerbork vermoord 5.10.1942 Auschwitz                                               | 12. Feb. 2017 | Hier wohnte Elsa Linder-Gottlieb, geboren 1907, deportiert 2.10.1942 aus Westerbork, ermordet 5.10.1942 in Auschwitz |
| Gertrud Brahn-Birnbaum             | Hoge Gouwe 99 ·                      | Stolperstein für Gertrud Brahn-Birnbaum             | Hier woonde Gertrud Brahn-Birnbaum geb. 1875 gedeporteerd 2.11.1942 uit Westerbork vermoord 5.11.1942 Auschwitz                                             | 26. Feb. 2016 | Hier wohnte Gertrud Brahn-Birnbaum, geboren 1875, deportiert 2.11.1942 aus Westerbork, ermordet 5.11.1942 in Auschwitz |
| Hans Kahlenberg                    | Hoge Gouwe 99 ·                      | Stolperstein für Hans Kahlenberg                    | Hier woonde Hans Kahlenberg geb. 1904 gedeporteerd 18.5.1943 uit Westerbork vermoord 21.5.1943 Sobibor                                                      | 26. Feb. 2016 | Hier wohnte Hans Kahlenberg, geboren 1904, deportiert 18.5.1943 aus Westerbork, ermordet 21.5.1943 in Sobibor |
| Elsbeth Kahlenberg-Rosenberg       | Hoge Gouwe 99 ·                      | Stolperstein für Elsbeth Kahlenberg-Rosenberg       | Hier woonde Elsbeth Kahlenberg-Rosenberg geb. 1907 gedeporteerd 18.5.1943 uit Westerbork vermoord 21.5.1943 Sobibor                                         | 26. Feb. 2016 | Hier wohnte Elsbeth Kahlenberg-Rosenberg, geboren 1907, deportiert 18.5.1943 aus Westerbork, ermordet 21.5.1943 in Sobibor                                                                                                 |
| Helga Kahlenberg                   | Hoge Gouwe 99 ·                      | Stolperstein für Helga Kahlenberg                   | Hier woonde Helga Kahlenberg geb. 1932 gedeporteerd 18.5.1943 uit Westerbork vermoord 21.5.1943 Sobibor                                                     | 26. Feb. 2016 | Hier wohnte Helga Kahlenberg, geboren 1932, deportiert 18.5.1943 aus Westerbork, ermordet 21.5.1943 in Sobibor |
| Henriëtte Kahlenberg               | Hoge Gouwe 99 ·                      | Stolperstein für Henriëtte Kahlenberg               | Hier woonde Henriëtte Kahlenberg geb. 1935 gedeporteerd 18.5.1943 uit Westerbork vermoord 21.5.1943 Sobibor                                                 | 26. Feb. 2016 | Hier wohnte Henriëtte Kahlenberg, geboren 1935, deportiert 18.5.1943 aus Westerbork, ermordet 21.5.1943 in Sobibor |
| Levie Schenk                       | Hoge Gouwe 123 ·                     | Stolperstein für Levie Schenk                       | Hier woonde Levie Schenk geb. 1875 gedeporteerd 20.4.1943 uit Westerbork vermoord 23.4.1943 Sobibor                                                         | 27. Feb. 2013 | Hier wohnte Levie Schenk, geboren 1875, deportiert 20.4.1943 aus Westerbork, ermordet 23.4.1943 in Sobibor |
| Jette Schenk                       | Hoge Gouwe 123 ·                     | Stolperstein für Jette Schenk                       | Hier woonde Jette Schenk geb. 1873 gedeporteerd 20.4.1943 uit Westerbork vermoord 23.4.1943 Sobibor                                                         | 27. Feb. 2013 | Hier wohnte Jette Schenk, geboren 1873, deportiert 20.4.1943 aus Westerbork, ermordet 23.4.1943 in Sobibor |
| Elisabeth van Esso-van Leer        | Hoge Gouwe 123 ·                     | Stolperstein für Elisabeth van Esso-van Leer        | Hier woonde Elisabeth van Esso-van Leer geb. 1864 gedeporteerd 27.4.1943 uit Westerbork vermoord 30.4.1943 Sobibor                                          | 27. Feb. 2013 | Hier wohnte Elisabeth van Esso-van Leer, geboren 1864, deportiert 27.4.1943 aus Westerbork, ermordet 30.4.1943 in Sobibor                                                                                                  |
| Hermine Hammel-Weil                | Hoge Gouwe 123 ·                     | Stolperstein für Hermine Hammel-Weil                | Hier woonde Hermine Hammel-Weil geb. 1877 gedeporteerd 27.4.1943 uit Westerbork vermoord 30.4.1943 Sobibor                                                  | 27. Feb. 2013 | Hier wohnte Hermine Hammel-Weil, geboren 1877, deportiert 27.4.1943 aus Westerbork, ermordet 30.4.1943 in Sobibor |
| Jetje Kalkoene                     | Hoge Gouwe 123 ·                     | Stolperstein für Jetje Kalkoene                     | Hier woonde Jetje Kalkoene geb. 1923 gedeporteerd 16.10.1942 uit Westerbork vermoord 19.10.1942 Auschwitz                                                   | 27. Feb. 2013 | Hier wohnte Jetje Kalkoene, geboren 1923, deportiert 16.10.1942 aus Westerbork, ermordet 19.10.1942 in Auschwitz |
| Gustav Cohn                        | Hoge Gouwe 123 ·                     | Stolperstein für Gustav Cohn                        | Hier woonde Gustav Cohn geb. 1873 gedeporteerd 20.4.1943 uit Westerbork vermoord 23.4.1943 Sobibor                                                          | 27. Feb. 2013 | Hier wohnte Gustav Cohn, geboren 1873, deportiert 20.4.1943 aus Westerbork, ermordet 23.4.1943 in Sobibor |
| Erna Cohn-Joseph                   | Hoge Gouwe 123 ·                     | Stolperstein für Erna Cohn-Joseph                   | Hier woonde Erna Cohn-Joseph geb. 1879 gedeporteerd 20.4.1943 uit Westerbork vermoord 23.4.1943 Sobibor                                                     | 27. Feb. 2013 | Hier wohnte Erna Cohn-Joseph, geboren 1879, deportiert 20.4.1943 aus Westerbork, ermordet 23.4.1943 in Sobibor |
| Hans Leiser                        | Hoge Gouwe 123 ·                     | Stolperstein für Hans Leiser                        | Hier woonde Hans Leiser geb. 1894 gedeporteerd 25.5.1943 uit Westerbork vermoord 28.5.1943 Sobibor                                                          | 27. Feb. 2013 | Hier wohnte Hans Leiser, geboren 1894, deportiert 25.5.1943 aus Westerbork, ermordet 28.5.1943 in Sobibor |
| Ronald Leiser                      | Hoge Gouwe 123 ·                     | Stolperstein für Ronald Leiser                      | Hier woonde Ronald Leiser geb. 1938 gedeporteerd 25.5.1943 uit Westerbork vermoord 28.5.1943 Sobibor                                                        | 27. Feb. 2013 | Hier wohnte Ronald Leiser, geboren 1938, deportiert 25.5.1943 aus Westerbork, ermordet 28.5.1943 in Sobibor |
| Selma Sanda Leiser-Hammel          | Hoge Gouwe 123 ·                     | Stolperstein für Selma Sanda Leiser-Hammel          | Hier woonde Selma Sanda Leiser-Hammel geb. 1909 gedeporteerd 25.5.1943 uit Westerbork vermoord 28.5.1943 Sobibor                                            | 27. Feb. 2013 | Hier wohnte Selma Sanda Leiser-Hammel, geboren 1909, deportiert 25.5.1943 aus Westerbork, ermordet 28.5.1943 in Sobibor |
| Emma Weis-Selig                    | Hoge Gouwe 123 ·                     | Stolperstein für Emma Weis-Selig                    | Hier woonde Emma Weis-Selig geb. 1901 gedeporteerd 31.8.1943 uit Westerbork vermoord 3.9.1943 Auschwitz                                                     | 27. Feb. 2013 | Hier wohnte Emma Weis-Selig, geboren 1901, deportiert 31.8.1943 aus Westerbork, ermordet 3.9.1943 in Auschwitz |
| Ruth Ingeborg Weis                 | Hoge Gouwe 123 ·                     | Stolperstein für Ruth Ingeborg Weis                 | Hier woonde Ruth Ingeborg Weis geb. 1924 gedeporteerd 25.5.1943 uit Westerbork vermoord 28.5.1943 Sobibor                                                   | 27. Feb. 2013 | Hier wohnte Ruth Ingeborg Weis, geboren 1924, deportiert 25.5.1943 aus Westerbork, ermordet 28.5.1943 in Sobibor |
| Gustav Hirsch                      | Hoogstraat 1 ·                       | Stolperstein für Gustav Hirsch                      | Hier woonde Gustav Hirsch geb. 1882 gedeporteerd 28.9.1942 uit Westerbork vermoord 1.10.1942 Auschwitz                                                      | 2014          | Hier wohnte Gustav Hirsch, geboren 1882, deportiert 28.9.1942 aus Westerbork, ermordet 1.10.1942 in Auschwitz |
| Claris Hirsch-Weil                 | Hoogstraat 1 ·                       | Stolperstein für Claris Hirsch-Weil                 | Hier woonde Claris Hirsch-Weil geb. 1893 gedeporteerd 28.9.1942 uit Westerbork vermoord 1.10.1942 Auschwitz                                                 | 1. Nov. 2014  | Hier wohnte Claris Hirsch-Weil, geboren 1893, deportiert 28.9.1942 aus Westerbork, ermordet 1.10.1942 in Auschwitz |
| Curt Julius Loewenthal             | Jan Luykenstraat 14 ·                | Stolperstein für Curt Julius Loewenthal             | Hier woonde Curt Julius Loewenthal geb. 1902 gedeporteerd 2.11.1942 uit Westerbork vermoord 31.3.1943 Midden Europa                                         | 24. Apr. 2018 | Hier wohnte Curt Julius Loewenthal, geboren 1902, deportiert 2.11.1942 aus Westerbork, ermordet 31.3.1943 in Mitteleuropa                                                                                                  |
| Ellen Maryke Loewenthal            | Jan Luykenstraat 14 ·                | Stolperstein für Ellen Maryke Loewenthal            | Hier woonde Ellen Maryke Loewenthal geb. 1942 gedeporteerd 2.11.1942 uit Westerbork vermoord 5.11.1942 Auschwitz                                            | 24. Apr. 2018 | Hier wohnte Ellen Maryke Loewenthal, geboren 1942, deportiert 2.11.1942 aus Westerbork, ermordet 5.11.1942 in Auschwitz |
| Felicia Loewenthal-Lewek           | Jan Luykenstraat 14 ·                | Stolperstein für Felicia Loewenthal-Lewek           | Hier woonde Felicia Loewenthal-Lewek geb. 1907 gedeporteerd 2.11.1942 uit Westerbork vermoord 5.11.1942 Auschwitz                                           | 24. Apr. 2018 | Hier wohnte Felicia Loewenthal-Lewek, geboren 1907, deportiert 2.11.1942 aus Westerbork, ermordet 5.11.1942 in Auschwitz                                                                                                   |
| Hans Werner Hirsch                 | Joubertstraat 201 ·                  | Stolperstein für Hans Werner Hirsch                 | Hier woonde Hans Werner Hirsch geb. 1910 gedeporteerd 28.9.1942 uit Westerbork vermoord 31.1.1943 Auschwitz                                                 | 24. Apr. 2018 | Hier wohnte Hans Werner Hirsch, geboren 1910, deportiert 28.9.1942 aus Westerbork, ermordet 31.1.1943 in Auschwitz |
| Gerda Hirsch-Reis                  | Joubertstraat 201 ·                  | Stolperstein für Gerda Hirsch-Reis                  | Hier woonde Gerda Hirsch-Reis geb. 1920 gedeporteerd 28.9.1942 uit Westerbork vermoord 1.10.1942 Auschwitz                                                  | 24. Apr. 2018 | Hier wohnte Gerda Hirsch-Reis, geboren 1920, deportiert 28.9.1942 aus Westerbork, ermordet 1.10.1942 in Auschwitz |
| Leopold Dingfelder                 | Karnemelksloot 102 ·                 | Stolperstein für Leopold Dingfelder                 | Hier woonde Leopold Dingfelder geb. 1886 gedeporteerd 2.2.1943 uit Westerbork vermoord 5.2.1943 Auschwitz                                                   | 15. Nov. 2020 | Hier wohnte Leopold Dingfelder, geboren 1886, deportiert 2.2.1943 aus Westerbork, ermordet 5.2.1943 in Auschwitz |
| Johanna Dingfelder-Wormser         | Karnemelksloot 102 ·                 | Stolperstein für Johanna Dingfelder-Wormser         | Hier woonde Johanna Dingfelder-Wormser geb. 1891 gedeporteerd 2.2.1943 uit Westerbork vermoord 5.2.1943 Auschwitz                                           | 15. Nov. 2020 | Hier wohnte Johanna Dingfelder-Wormser, geboren 1891, deportiert 2.2.1943 aus Westerbork, ermordet 5.2.1943 in Auschwitz                                                                                                   |
| Simone Mogendorff                  | Kattensingel 42 ·                    | Stolperstein für Simone Mogendorff                  | Hier woonde Simone Mogendorff geb. 1915 gedeporteerd 29.6.1943 uit Westerbork vermoord 2.7.1943 Auschwitz                                                   | 27. Feb. 2013 | Hier wohnte Simone Mogendorff, geboren 1915, deportiert 29.6.1943 aus Westerbork, ermordet 2.7.1943 in Auschwitz |
| Ferdinand Silberberg               | Kattensingel 44b ·                   | Stolperstein für Ferdinand Silberberg               | Hier woonde Ferdinand Silberberg geb. 1881 gedeporteerd 5.4.1944 uit Westerbork vermoord 11.10.1944 Auschwitz                                               | 29. Aug. 2012 | Hier wohnte Ferdinand Silberberg, geboren 1881, deportiert 5.4.1944 aus Westerbork, ermordet 11.10.1944 in Auschwitz |
| Lilly Silberberg-Schmitt           | Kattensingel 44b ·                   | Stolperstein für Lilly Silberberg-Schmitt           | Hier woonde Lilly Silberberg-Schmitt geb. 1884 gedeporteerd 5.4.1944 uit Westerbork vermoord 11.10.1944 Auschwitz                                           | 29. Aug. 2012 | Hier wohnte Lilly Silberberg-Schmitt, geboren 1884, deportiert 5.4.1944 aus Westerbork, ermordet 11.10.1944 in Auschwitz                                                                                                   |
| Mendel Emanuel Bienstock           | Kleiweg 37 ·                         | Stolperstein für Mendel Emanuel Bienstock           | Hier woonde Mendel Emanuel Bienstock geb. 1878 gedeporteerd 23.2.1943 uit Westerbork vermoord 26.2.1943 Auschwitz                                           | 24. Apr. 2018 | Hier wohnte Mendel Emanuel Bienstock, geboren 1878, deportiert 23.2.1943 aus Westerbork, ermordet 26.2.1943 in Auschwitz                                                                                                   |
| Willy Bienstock                    | Kleiweg 37 ·                         | Stolperstein für Willy Bienstock                    | Hier woonde Willy Bienstock geb. 1909 vermoord 11.3.1943 Westerbork                                                                                         | 24. Apr. 2018 | Hier wohnte Willy Bienstock, geboren 1909, ermordet 11.3.1943 in Westerbork |
| Roza Bienstock-Reif                | Kleiweg 37 ·                         | Stolperstein für Roza Bienstock-Reif                | Hier woonde Roza Bienstock-Reif geb. 1881 gedeporteerd 23.2.1943 uit Westerbork vermoord 25.2.1943 Auschwitz                                                | 24. Apr. 2018 | Hier wohnte Roza Bienstock-Reif, geboren 1881, deportiert 23.2.1943 aus Westerbork, ermordet 25.2.1943 in Auschwitz |
| Nathan Jacob Cats                  | Kleiweg 67 ·                         | Stolperstein für Nathan Jacob Cats                  | Hier woonde Nathan Jacob Cats geb. 1895 gedeporteerd 23.1.1943 uit Westerbork vermoord 26.1.1943 Auschwitz                                                  | 28. Apr. 2011 | Hier wohnte Nathan Jacob Cats, geboren 1895, deportiert 23.1.1943 aus Westerbork, ermordet 26.1.1943 in Auschwitz |
| Obadja van Monnikendam             | Komijnsteeg 9 ·                      | Stolperstein für Obadja van Monnikendam             | Hier woonde Obadja van Monnikendam geb. 1883 gedeporteerd 23.10.1942 uit Westerbork vermoord 26.10.1942 Auschwitz                                           | 29. Aug. 2012 | Hier wohnte Obadja van Monnikendam, geboren 1883, deportiert 23.10.1942 aus Westerbork, ermordet 26.10.1942 in Auschwitz                                                                                                   |
| Anna van Monnikendam-van Witsen    | Komijnsteeg 9 ·                      | Stolperstein für Anna van Monnikendam-van Witsen    | Hier woonde Anna van Monnikendam-van Witsen geb. 1882 gedeporteerd 23.10.1942 uit Westerbork vermoord 26.10.1942 Auschwitz                                  | 29. Aug. 2012 | Hier wohnte Anna van Monnikendam-van Witsen, geboren 1882, deportiert 23.10.1942 aus Westerbork, ermordet 26.10.1942 in Auschwitz                                                                                          |
| Ernst Goldstein                    | Komijnsteeg 9 ·                      | Stolperstein für Ernst Goldstein                    | Hier woonde Ernst Goldstein geb. 1914 gedeporteerd 14.9.1943 uit Westerbork vermoord 28.4.1944 Auschwitz                                                    | 29. Aug. 2012 | Hier wohnte Ernst Goldstein, geboren 1914, deportiert 14.9.1943 aus Westerbork, ermordet 28.4.1944 in Auschwitz |
| Herbert Lewkowicz                  | Krugerlaan 18 ·                      | Stolperstein für Herbert Lewkowicz                  | Hier woonde Herbert Lewkowicz geb. 1903 gedeporteerd 14.9.1943 uit Westerbork vermoord 13.6.1944 Auschwitz                                                  | 27. Feb. 2013 | Hier wohnte Herbert Lewkowicz, geboren 1903, deportiert 14.9.1943 aus Westerbork, ermordet 13.6.1944 in Auschwitz |
| Bettina Lewkowicz-van Leeuwen      | Krugerlaan 18 ·                      | Stolperstein für Bettina Lewkowicz-van Leeuwen      | Hier woonde Bettina Lewkowicz-van Leeuwen geb. 1916 gedeporteerd 14.9.1943 uit Westerbork vermoord 17.9.1943 Auschwitz                                      | 27. Feb. 2013 | Hier wohnte Bettina Lewkowicz-van Leeuwen, geboren 1916, deportiert 14.9.1943 aus Westerbork, ermordet 17.9.1943 in Auschwitz                                                                                              |
| Mirjam Lewkowicz                   | Krugerlaan 18 ·                      | Stolperstein für Mirjam Lewkowicz                   | Hier woonde Mirjam Lewkowicz geb. 1940 gedeporteerd 14.9.1943 uit Westerbork vermoord 17.9.1943 Auschwitz                                                   | 27. Feb. 2013 | Hier wohnte Mirjam Lewkowicz, geboren 1940, deportiert 14.9.1943 aus Westerbork, ermordet 17.9.1943 in Auschwitz |
| Hugo Lewkowicz                     | Krugerlaan 18 ·                      | Stolperstein für Hugo Lewkowicz                     | Hier woonde Hugo Lewkowicz geb. 1943 gedeporteerd 14.9.1943 uit Westerbork vermoord 17.9.1943 Auschwitz                                                     | 27. Feb. 2013 | Hier wohnte Hugo Lewkowicz, geboren 1943, deportiert 14.9.1943 aus Westerbork, ermordet 17.9.1943 in Auschwitz |
| Isaak Julius Ikenberg              | Krugerlaan 23 ·                      | Stolperstein für Isaak Julius Ikenberg              | Hier woonde Isaak Julius Ikenberg geb. 1875 gedeporteerd 4.5.1943 uit Westerbork vermoord 7.5.1943 Sobibor                                                  | 15. Nov. 2020 | Hier wohnte Isaak Julius Ikenberg, geboren 1875, deportiert 4.5.1943 aus Westerbork, ermordet 7.5.1943 in Sobibor |
| Emma Ikenberg-Herz                 | Krugerlaan 23 ·                      | Stolperstein für Emma Ikenberg-Herz                 | Hier woonde Emma Ikenberg-Herz geb. 1877 gedeporteerd 4.5.1943 uit Westerbork vermoord 7.5.1943 Sobibor                                                     | 15. Nov. 2020 | Hier wohnte Emma Ikenberg-Herz, geboren 1877, deportiert 4.5.1943 aus Westerbork, ermordet 7.5.1943 in Sobibor |
| Karl Erich Ikenberg                | Krugerlaan 23 ·                      | Stolperstein für Karl Erich Ikenberg                | Hier woonde Karl Erich Ikenberg geb. 1907 gedeporteerd 14.9.1943 uit Westerbork vermoord 17.9.1943 Auschwitz                                                | 15. Nov. 2020 | Hier wohnte Karl Erich Ikenberg, geboren 1907, deportiert 14.9.1943 aus Westerbork, ermordet 17.9.1943 in Auschwitz |
| Rosa Löwenstein-Ikenberg           | Krugerlaan 23 ·                      | Stolperstein für Rosa Löwenstein-Ikenberg           | Hier woonde Rosa Löwenstein-Ikenberg geb. 1904 gedeporteerd 14.9.1943 uit Westerbork vermoord 17.9.1943 Auschwitz                                           | 15. Nov. 2020 | Hier wohnte Rosa Löwenstein-Ikenberg, geboren 1904, deportiert 14.9.1943 aus Westerbork, ermordet 17.9.1943 in Auschwitz                                                                                                   |
| Israel de Levie                    | Krugerlaan 66 ·                      | Stolperstein für Israel de Levie                    | Hier woonde Israel de Levie geb. 1886 gedeporteerd 19.10.1942 uit Westerbork vermoord 22.10.1942 Monowitz                                                   | 27. Feb. 2013 | Hier wohnte Israel de Levie, geboren 1886, deportiert 19.10.1942 aus Westerbork, ermordet 22.10.1942 in Monowitz. Bei der Erstverlegung am 27. Februar 2013 wurden die Stolpersteine in einer anderen Reihenfolge verlegt. |
| Johanna de Levie-Zondervan         | Krugerlaan 66 ·                      | Stolperstein für Johanna de Levie-Zondervan         | Hier woonde Johanna de Levie-Zondervan geb. 1892 gedeporteerd 19.10.1942 uit Westerbork vermoord 22.10.1942 Auschwitz                                       | 27. Feb. 2013 | Hier wohnte Johanna de Levie-Zondervan, geboren 1892, deportiert 19.10.1942 aus Westerbork, ermordet 22.10.1942 in Auschwitz                                                                                               |
| Rosetta de Levie                   | Krugerlaan 66 ·                      | Stolperstein für Rosetta de Levie                   | Hier woonde Rosetta de Levie geb. 1917 gedeporteerd 19.10.1942 uit Westerbork vermoord 22.10.1942 Auschwitz                                                 | 11. März 2019 | Hier wohnte Rosetta de Levie, geboren 1917, deportiert 19.10.1942 aus Westerbork, ermordet 22.10.1942 in Auschwitz |
| Evalina Clara de Levie             | Krugerlaan 66 ·                      | Stolperstein für Evalina Clara de Levie             | Hier woonde Evalina Clara de Levie geb. 1923 gedeporteerd 19.10.1942 uit Westerbork vermoord 22.10.1942 Auschwitz                                           | 27. Feb. 2013 | Hier wohnte Evalina Clara de Levie, geboren 1923, deportiert 19.10.1942 aus Westerbork, ermordet 22.10.1942 in Auschwitz                                                                                                   |
| Rosetta Levano                     | Krugerlaan 66 ·                      | Stolperstein für Rosetta Levano                     | Hier woonde Rosetta Levano geb. 1919 gedeporteerd 19.10.1942 uit Westerbork vermoord 22.10.1942 Auschwitz                                                   | 27. Feb. 2013 | Hier wohnte Rosetta Levano, geboren 1919, deportiert 19.10.1942 aus Westerbork, ermordet 22.10.1942 in Auschwitz |
| Simon Weijl                        | Krugerlaan 68 ·                      | Stolperstein für Simon Weijl                        | Hier woonde Simon Weijl geb. 1884 gedeporteerd 21.9.1942 uit Westerbork vermoord 24.9.1942 Auschwitz                                                        | 20. Feb. 2015 | Hier wohnte Simon Weijl, geboren 1884, deportiert 21.9.1942 aus Westerbork, ermordet 24.9.1942 in Auschwitz |
| Elizabeth Weijl-Pierot             | Krugerlaan 68 ·                      | Stolperstein für Elizabeth Weijl-Pierot             | Hier woonde Elizabeth Weijl-Pierot geb. 1887 gedeporteerd 21.9.1942 uit Westerbork vermoord 24.9.1942 Auschwitz                                             | 20. Feb. 2015 | Hier wohnte Elizabeth Weijl-Pierot, geboren 1887, deportiert 21.9.1942 aus Westerbork, ermordet 24.9.1942 in Auschwitz |
| Jacques Weijl                      | Krugerlaan 68 ·                      | Stolperstein für Jacques Weijl                      | Hier woonde Jacques Weijl geb. 1917 gedeporteerd 21.9.1942 uit Westerbork vermoord 24.9.1942 Auschwitz                                                      | 20. Feb. 2015 | Hier wohnte Jacques Weijl, geboren 1917, deportiert 21.9.1942 aus Westerbork, ermordet 24.9.1942 in Auschwitz |
| Regina Weijl-Drukker               | Krugerlaan 68 ·                      | Stolperstein für Regina Weijl-Drukker               | Hier woonde Regina Weijl-Drukker geb. 1918 gedeporteerd 21.9.1942 uit Westerbork vermoord 24.9.1942 Auschwitz                                               | 20. Feb. 2015 | Hier wohnte Regina Weijl-Drukker, geboren 1918, deportiert 21.9.1942 aus Westerbork, ermordet 24.9.1942 in Auschwitz |
| Juda Weijl                         | Krugerlaan 68 ·                      | Stolperstein für Juda Weijl                         | Hier woonde Juda Weijl geb. 1920 gedeporteerd 15.1.1943 uit Mechelen vermoord 18.1.1943 Auschwitz                                                           | 20. Feb. 2015 | Hier wohnte Juda Weijl, geboren 1920, deportiert 15.1.1943 aus Mechelen, ermordet 18.1.1943 in Auschwitz |
| Mirjam Weijl-Frank                 | Krugerlaan 68 ·                      | Stolperstein für Mirjam Weijl-Frank                 | Hier woonde Mirjam Weijl-Frank geb. 1920 gedeporteerd 15.1.1943 uit Mechelen vermoord 18.1.1943 Auschwitz                                                   | 20. Feb. 2015 | Hier wohnte Mirjam Weijl-Frank, geboren 1920, deportiert 15.1.1943 aus Mechelen, ermordet 18.1.1943 in Auschwitz |
| Louis Weijl                        | Krugerlaan 68 ·                      | Stolperstein für Louis Weijl                        | Hier woonde Louis Weijl geb. 1921 vermoord 15.1.1943 Mauthausen                                                                                             | 20. Feb. 2015 | Hier wohnte Louis Weijl, geboren 1921, ermordet 15.1.1943 in Mauthausen |
| Hanna Weijl                        | Krugerlaan 68 ·                      | Stolperstein für Hanna Weijl                        | Hier woonde Hanna Weijl geb. 1923 gedeporteerd 21.9.1942 uit Westerbork vermoord 24.9.1942 Auschwitz                                                        | 20. Feb. 2015 | Hier wohnte Hanna Weijl, geboren 1923, deportiert 21.9.1942 aus Westerbork, ermordet 24.9.1942 in Auschwitz |
| Daniel Weijl                       | Krugerlaan 68 ·                      | Stolperstein für Daniel Weijl                       | Hier woonde Daniel Weijl geb. 1929 gedeporteerd 21.9.1942 uit Westerbork vermoord 24.9.1942 Auschwitz                                                       | 20. Feb. 2015 | Hier wohnte Daniel Weijl, geboren 1929, deportiert 21.9.1942 aus Westerbork, ermordet 24.9.1942 in Auschwitz |
| Moritz Körner                      | Krugerlaan 68 ·                      | Stolperstein für Moritz Körner                      | Hier woonde Moritz Körner geb. 1929 gedeporteerd 21.9.1942 uit Westerbork vermoord 24.9.1942 Auschwitz                                                      | 20. Feb. 2015 | Hier wohnte Moritz Körner, geboren 1929, deportiert 21.9.1942 aus Westerbork, ermordet 24.9.1942 in Auschwitz |
| Eliazer van der Hoeden             | Krugerlaan 94 ·                      | Stolperstein für Eliazer van der Hoeden             | Hier woonde Eliazer van der Hoeden geb. 1915 gedeporteerd 16.11.1943 uit Westerbork vermoord 31.3.1944 Polen                                                | 24. Apr. 2018 | Hier wohnte Eliazer van der Hoeden, geboren 1915, deportiert 16.11.1943 aus Westerbork, ermordet 31.3.1944 in Polen |
| Betty van der Hoeden-Bonn          | Krugerlaan 94 ·                      | Stolperstein für Betty van der Hoeden-Bonn          | Hier woonde Betty van der Hoeden-Bonn geb. 1912 gedeporteerd 16.11.1943 uit Westerbork vermoord 19.11.1943 Auschwitz                                        | 24. Apr. 2018 | Hier wohnte Betty van der Hoeden-Bonn, geboren 1912, deportiert 16.11.1943 aus Westerbork, ermordet 19.11.1943 in Auschwitz                                                                                                |
| Samuel Joseph Leefsma              | Krugerlaan 105 ·                     | Stolperstein für Samuel Joseph Leefsma              | Hier woonde Samuel Joseph Leefsma geb. 1881 gedeporteerd 19.5.1944 uit Westerbork vermoord 22.5.1944 Auschwitz                                              | 28. Apr. 2011 | Hier wohnte Samuel Joseph Leefsma, geboren 1881, deportiert 19.5.1944 aus Westerbork, ermordet 22.5.1944 in Auschwitz |
| Susanna Leefsma-Mogendorff         | Krugerlaan 105 ·                     | Stolperstein für Susanna Leefsma-Mogendorff         | Hier woonde Susanna Leefsma-Mogendorff geb. 1883 gedeporteerd 19.5.1944 uit Westerbork vermoord 22.5.1944 Auschwitz                                         | 28. Apr. 2011 | Hier wohnte Susanna Leefsma-Mogendorff, geboren 1883, deportiert 19.5.1944 aus Westerbork, ermordet 22.5.1944 in Auschwitz                                                                                                 |
| Mozes Stork                        | Krugerlaan 109 ·                     | Stolperstein für Mozes Stork                        | Hier woonde Mozes Stork geb. 1885 gedeporteerd 8.2.1944 uit Westerbork vermoord 11.2.1944 Auschwitz                                                         | 29. Aug. 2012 | Hier wohnte Mozes Stork, geboren 1885, deportiert 8.2.1944 aus Westerbork, ermordet 11.2.1944 in Auschwitz |
| Marianna 'Nannie'Stork             | Krugerlaan 109 ·                     | Stolperstein für Marianna 'Nannie' Stork            | Hier woonde Marianna 'Nannie' Stork geb. 1927 gedeporteerd 31.8.1943 uit Westerbork vermoord 3.9.1943 Auschwitz                                             | 29. Aug. 2012 | Hier wohnte Marianna 'Nannie' Stork, geboren 1927, deportiert 31.8.1943 aus Westerbork, ermordet 3.9.1943 in Auschwitz |
| Keetje Klara Stork-Cats            | Krugerlaan 109 ·                     | Stolperstein für Keetje Klara Stork-Cats            | Hier woonde Keetje Klara Stork-Cats geb. 1895 gedeporteerd 8.2.1944 uit Westerbork vermoord 11.2.1944 Auschwitz                                             | 29. Aug. 2012 | Hier wohnte Keetje Klara Stork-Cats, geboren 1895, deportiert 8.2.1944 aus Westerbork, ermordet 11.2.1944 in Auschwitz |
| Anna Witt-Cohn                     | Krugerlaan 149 ·                     | Stolperstein für Anna Witt-Cohn                     | Hier woonde Anna Witt-Cohn geb. 1882 gedeporteerd 2.11.1942 uit Westerbork vermoord 5.11.1942 Auschwitz                                                     | 12. Feb. 2017 | Hier wohnte Anna Witt-Cohn, geboren 1882, deportiert 2.11.1942 aus Westerbork, ermordet 5.11.1942 in Auschwitz |
| Ernst Alfred Witt                  | Krugerlaan 149 ·                     | Stolperstein für Ernst Alfred Witt                  | Hier woonde Ernst Alfred Witt geb. 1910 gedeporteerd 12.12.1942 uit Westerbork vermoord 28.2.1943 Auschwitz                                                 | 12. Feb. 2017 | Hier wohnte Ernst Alfred Witt, geboren 1910, deportiert 12.12.1942 aus Westerbork, ermordet 28.2.1943 in Auschwitz |
| Harry Juras                        | Kuiperstraat 7 ·                     | Stolperstein für Harry Juras                        | Hier woonde Harry Juras geb. 1907 gedeporteerd 25.2.1944 uit Westerbork Theresienstadt Auschwitz, Buchenwald vermoord 28.2.1944 bij Dodenmars Midden-Europa | 12. Apr. 2021 | Hier wohnte Harry Juras, geboren 1907, deportiert 25.2.1944 aus Westerbork; Theresienstadt, Auschwitz, Buchenwald, ermordet 28.2.1944 auf einem Todesmarsch in Mitteleuropa                                                |
| Beile Juras-Mehrkrebs              | Kuiperstraat 7 ·                     | Stolperstein für Beile Juras-Mehrkrebs              | Hier woonde Beile Juras-Mehrkrebs geb. 1912 gedeporteerd 8.2.1944 uit Westerbork vermoord 11.2.1944 Auschwitz                                               | 12. Apr. 2021 | Hier wohnte Beile Juras-Mehrkrebs, geboren 1912, deportiert 8.2.1944 aus Westerbork, ermordet 11.2.1944 in Auschwitz |
| Ignatz Schönfeld                   | Kuiperstraat 7 ·                     | Stolperstein für Ignatz Schönfeld                   | Hier woonde Ignatz Schönfeld geb. 1899 gedeporteerd 28.3.1942 uit Westerbork Buchenwald vermoord 17.6.1942 Mauthausen                                       | 12. Apr. 2021 | Hier wohnte Ignatz Schönfeld, geboren 1899, deportiert 28.3.1942 aus Westerbork; Buchenwald, ermordet 17.6.1942 in Mauthausen                                                                                              |
| Menachem Birnbaum                  | Lage Gouwe 34 ·                      | Stolperstein für Menachem Birnbaum                  | Hier woonde Menachem Birnbaum geb. 1893 gedeporteerd 10.3.1943 uit Westerbork vermoord 13.3.1943 Sobibor                                                    | 28. Apr. 2011 | Hier wohnte Menachem Birnbaum, geboren 1893, deportiert 10.3.1943 aus Westerbork, ermordet 13.3.1943 in Sobibor |
| Ernestine Birnbaum-Helfmann        | Lage Gouwe 34 ·                      | Stolperstein für Ernestine Birnbaum-Helfmann        | Hier woonde Ernestine Birnbaum-Helfmann geb. 1895 gedeporteerd 10.3.1943 uit Westerbork vermoord 13.3.1943 Sobibor                                          | 28. Apr. 2011 | Hier wohnte Ernestine Birnbaum-Helfmann, geboren 1895, deportiert 10.3.1943 aus Westerbork, ermordet 13.3.1943 in Sobibor                                                                                                  |
| Raphael Birnbaum                   | Lage Gouwe 34 ·                      | Stolperstein für Raphael Birnbaum                   | Hier woonde Raphael Birnbaum geb. 1919 gedeporteerd 10.3.1943 uit Westerbork vermoord 13.3.1943 Sobibor                                                     | 28. Apr. 2011 | Hier wohnte Raphael Birnbaum, geboren 1919, deportiert 10.3.1943 aus Westerbork, ermordet 13.3.1943 in Sobibor |
| Hanna Birnbaum                     | Lage Gouwe 34 ·                      | Stolperstein für Hanna Birnbaum                     | Hier woonde Hanna Birnbaum geb. 1921 gedeporteerd 10.3.1943 uit Westerbork vermoord 13.3.1943 Sobibor                                                       | 28. Apr. 2011 | Hier wohnte Hanna Birnbaum, geboren 1921, deportiert 10.3.1943 aus Westerbork, ermordet 13.3.1943 in Sobibor |
| Saam Seijffers                     | Lage Gouwe 84 ·                      | Stolperstein für Saam Seijffers                     | Hier woonde Saam Seijffers geb. 1898 gedeporteerd 6.7.1943 uit Westerbork vermoord 9.7.1943 Sobibor                                                         | 29. Aug. 2012 | Hier wohnte Saam Seijffers, geboren 1898, deportiert 6.7.1943 aus Westerbork, ermordet 9.7.1943 in Sobibor |
| Annette Mia Seijffers              | Lage Gouwe 84 ·                      | Stolperstein für Annette Mia Seijffers              | Hier woonde Annette Mia Seijffers geb. 1936 gedeporteerd 8.6.1943 uit Westerbork vermoord 11.6.1943 Sobibor                                                 | 29. Aug. 2012 | Hier wohnte Annette Mia Seijffers, geboren 1936, deportiert 8.6.1943 aus Westerbork, ermordet 11.6.1943 in Sobibor |
| Betje Fijtje Seijffers-Frenkel     | Lage Gouwe 84 ·                      | Stolperstein für Betje Fijtje Seijffers-Frenkel     | Hier woonde Betje Fijtje Seijffers-Frenkel geb. 1902 gedeporteerd 8.6.1943 uit Westerbork vermoord 11.6.1943 Sobibor                                        | 29. Aug. 2012 | Hier wohnte Betje Fijtje Seijffers-Frenkel, geboren 1902, deportiert 8.6.1943 aus Westerbork, ermordet 11.6.1943 in Sobibor                                                                                                |
| David Seijffers                    | Lage Gouwe 84 ·                      | Stolperstein für David Seijffers                    | Hier woonde David Seijffers geb. 1899 gedeporteerd 16.2.1943 uit Westerbork vermoord 19.2.1943 Auschwitz                                                    | 29. Aug. 2012 | Hier wohnte David Seijffers, geboren 1899, deportiert 16.2.1943 aus Westerbork, ermordet 19.2.1943 in Auschwitz |
| Heintje Seijffers-Cohen            | Lage Gouwe 84 ·                      | Stolperstein für Heintje Seijffers-Cohen            | Hier woonde Heintje Seijffers-Cohen geb. 1902 gedeporteerd 25.5.1943 uit Westerbork vermoord 28.5.1943 Sobibor                                              | 29. Aug. 2012 | Hier wohnte Heintje Seijffers-Cohen, geboren 1902, deportiert 25.5.1943 aus Westerbork, ermordet 28.5.1943 in Sobibor |
| Annetta Seijffers                  | Lage Gouwe 84 ·                      | Stolperstein für Annetta Seijffers                  | Hier woonde Annetta Seijffers geb. 1927 gedeporteerd 25.5.1943 uit Westerbork vermoord 28.5.1943 Sobibor                                                    | 29. Aug. 2012 | Hier wohnte Annetta Seijffers, geboren 1927, deportiert 25.5.1943 aus Westerbork, ermordet 28.5.1943 in Sobibor |
| Salomon Seijffers                  | Lage Gouwe 84 ·                      | Stolperstein für Salomon Seijffers                  | Hier woonde Salomon Seijffers geb. 1929 gedeporteerd 25.5.1943 uit Westerbork vermoord 28.5.1943 Sobibor                                                    | 29. Aug. 2012 | Hier wohnte Salomon Seijffers, geboren 1929, deportiert 25.5.1943 aus Westerbork, ermordet 28.5.1943 in Sobibor |
| Rozetta Seijffers                  | Lage Gouwe 84 ·                      | Stolperstein für Rozetta Seijffers                  | Hier woonde Rozetta Seijffers geb. 1934 gedeporteerd 25.5.1943 uit Westerbork vermoord 28.5.1943 Sobibor                                                    | 29. Aug. 2012 | Hier wohnte Rozetta Seijffers, geboren 1934, deportiert 25.5.1943 aus Westerbork, ermordet 28.5.1943 in Sobibor |
| Leon Schenk                        | Lage Gouwe 144 ·                     | Stolperstein für Leon Schenk                        | Hier woonde Leon Schenk geb. 1889 gedeporteerd 2.10.1942 uit Westerbork vermoord 5.10.1942 Auschwitz                                                        | 1. Nov. 2014  | Hier wohnte Leon Schenk, geboren 1889, deportiert 2.10.1942 aus Westerbork, ermordet 5.10.1942 in Auschwitz |
| Rosa Schenk-Keyser                 | Lage Gouwe 144 ·                     | Stolperstein für Rosa Schenk-Keyser                 | Hier woonde Rosa Schenk-Keyser geb. 1893 gedeporteerd 2.10.1942 uit Westerbork vermoord 5.10.1942 Auschwitz                                                 | 1. Nov. 2014  | Hier wohnte Rosa Schenk-Keyser, geboren 1893, deportiert 2.10.1942 aus Westerbork, ermordet 5.10.1942 in Auschwitz |
| Walter Markus Schenk               | Lage Gouwe 144 ·                     | Stolperstein für Walter Markus Schenk               | Hier woonde Walter Markus Schenk geb. 1921 gedeporteerd 2.10.1942 uit Westerbork vermoord 31.10.1943 Schöppenitz                                            | 1. Nov. 2014  | Hier wohnte Walter Markus Schenk, geboren 1921, deportiert 2.10.1942 aus Westerbork, ermordet 31.10.1943 in Schöppenitz |
| Herbert Schenk                     | Lage Gouwe 144 ·                     | Stolperstein für Herbert Schenk                     | Hier woonde Herbert Schenk geb. 1927 gedeporteerd 2.10.1942 uit Westerbork vermoord 31.10.1943 Auschwitz                                                    | 1. Nov. 2014  | Hier wohnte Herbert Schenk, geboren 1927, deportiert 2.10.1942 aus Westerbork, ermordet 31.10.1943 in Auschwitz |
| Levij van Collem                   | Lange Groenendaal 38 ·               | Stolperstein für Levij van Collem                   | Hier woonde Levij van Collem geb. 1880 gedeporteerd 11.5.1943 uit Westerbork vermoord 14.5.1943 Sobibor                                                     | 27. Feb. 2013 | Hier wohnte Levij van Collem, geboren 1880, deportiert 11.5.1943 aus Westerbork, ermordet 14.5.1943 in Sobibor |
| Rachel van Collem-Cardozo          | Lange Groenendaal 38 ·               | Stolperstein für Rachel van Collem-Cardozo          | Hier woonde Rachel van Collem-Cardozo geb. 1883 gedeporteerd 11.5.1943 uit Westerbork vermoord 14.5.1943 Sobibor                                            | 27. Feb. 2013 | Hier wohnte Rachel van Collem-Cardozo, geboren 1883, deportiert 11.5.1943 aus Westerbork, ermordet 14.5.1943 in Sobibor |
| Isaak Schenkolewski                | Lange Groenendaal 38 ·               | Stolperstein für Isaak Schenkolewski                | Hier woonde Isaak Schenkolewski geb. 1906 gedeporteerd 16.11.1943 uit Westerbork vermoord 31.3.1944 Midden Europa                                           | 1. Nov. 2014  | Hier wohnte Isaak Schenkolewski, geboren 1906, deportiert 16.11.1943 aus Westerbork, ermordet 31.3.1944 in Mitteleuropa |
| Klara Schenkolewski-Marx           | Lange Groenendaal 38 ·               | Stolperstein für Klara Schenkolewski-Marx           | Hier woonde Klara Schenkolewski-Marx geb. 1907 gedeporteerd 20.7.1943 uit Westerbork vermoord 23.7.1943 Sobibor                                             | 1. Nov. 2014  | Hier wohnte Klara Schenkolewski-Marx, geboren 1907, deportiert 20.7.1943 aus Westerbork, ermordet 23.7.1943 in Sobibor |
| Mirjam Schenkolewski               | Lange Groenendaal 38 ·               | Stolperstein für Mirjam Schenkolewski               | Hier woonde Mirjam Schenkolewski geb. 1934 gedeporteerd 20.7.1943 uit Westerbork vermoord 23.7.1943 Sobibor                                                 | 1. Nov. 2014  | Hier wohnte Mirjam Schenkolewski, geboren 1934, deportiert 20.7.1943 aus Westerbork, ermordet 23.7.1943 in Sobibor |
| Moses Schenkolewski                | Lange Groenendaal 38 ·               | Stolperstein für Moses Schenkolewski                | Hier woonde Moses Schenkolewski geb. 1935 gedeporteerd 20.7.1943 uit Westerbork vermoord 23.7.1943 Sobibor                                                  | 1. Nov. 2014  | Hier wohnte Moses Schenkolewski, geboren 1935, deportiert 20.7.1943 aus Westerbork, ermordet 23.7.1943 in Sobibor |
| Levie Gompers                      | Lange Groenendaal 84 ·               | Stolperstein für Levie Gompers                      | Hier woonde Levie Gompers geb. 1874 gedeporteerd 2.10.1942 uit Westerbork vermoord 5.10.1942 Auschwitz                                                      | 24. Apr. 2018 | Hier wohnte Levie Gompers, geboren 1874, deportiert 2.10.1942 aus Westerbork, ermordet 5.10.1942 in Auschwitz Die Stolpersteine für die Familie Gompers sind zuerst vor dem Haus Lange Groenendaal 82 verlegt worden.      |
| Mozes Gompers                      | Lange Groenendaal 84 ·               | Stolperstein für Mozes Gompers                      | Hier woonde Mozes Gompers geb. 1900 gedeporteerd 27.7.1942 uit Westerbork vermoord 18.8.1942 Auschwitz                                                      | 24. Apr. 2018 | Hier wohnte Mozes Gompers, geboren 1900, deportiert 27.7.1942 aus Westerbork, ermordet 18.8.1942 in Auschwitz |
| Anna van Gompers-van Kloeten       | Lange Groenendaal 84 ·               | Stolperstein für Anna van Gompers-van Kloeten       | Hier woonde Anna van Gompers-van Kloeten geb. 1871 gedeporteerd 2.10.1942 uit Westerbork vermoord 5.10.1942 Auschwitz                                       | 24. Apr. 2018 | Hier wohnte Anna van Gompers-van Kloeten, geboren 1871, deportiert 2.10.1942 aus Westerbork, ermordet 5.10.1942 in Auschwitz                                                                                               |
| Emanuel Philip Creveld             | Lange Groenendaal 84 ·               | Stolperstein für Emanuel Philip Creveld             | Hier woonde Emanuel Philip Creveld geb. 1905 gedeporteerd 21.7.1942 uit Westerbork vermoord 14.8.1942 Auschwitz                                             | 27. Feb. 2013 | Hier wohnte Emanuel Philip Creveld, geboren 1905, deportiert 21.7.1942 aus Westerbork, ermordet 14.8.1942 in Auschwitz |
| Rebecca Anna Creveld               | Lange Groenendaal 84 ·               | Stolperstein für Rebecca Anna Creveld               | Hier woonde Rebecca Anna Creveld geb. 1933 gedeporteerd 21.7.1942 uit Westerbork vermoord 23.7.1942 Auschwitz                                               | 27. Feb. 2013 | Hier wohnte Rebecca Anna Creveld, geboren 1933, deportiert 21.7.1942 aus Westerbork, ermordet 23.7.1942 in Auschwitz |
| Lea Creveld-Gompers                | Lange Groenendaal 84 ·               | Stolperstein für Lea Creveld-Gompers                | Hier woonde Lea Creveld-Gompers geb. 1906 gedeporteerd 21.7.1942 uit Westerbork vermoord 23.7.1942 Auschwitz                                                | 27. Feb. 2013 | Hier wohnte Lea Creveld-Gompers, geboren 1906, deportiert 21.7.1942 aus Westerbork, ermordet 23.7.1942 in Auschwitz |
| Edith Roseij Beek                  | Lange Tiendeweg 54 ·                 | Stolperstein für Edith Roseij Beek                  | Hier woonde Edith Roseij Beek geb. 1934 gedeporteerd 16.11.1943 uit Westerbork vermoord 19.11.1943 Auschwitz                                                | 28. Apr. 2011 | Hier wohnte Edith Roseij Beek, geboren 1934, deportiert 16.11.1943 aus Westerbork, ermordet 19.11.1943 in Auschwitz |
| Sara van Dantzig                   | Markt 43 ·                           | Stolperstein für Sara van Dantzig                   | Hier woonde Sara van Dantzig geb. 1865 gedeporteerd 20.4.1943 uit Westerbork vermoord 23.4.1943 Sobibor                                                     | 29. Aug. 2012 | Hier wohnte Sara van Dantzig, geboren 1865, deportiert 20.4.1943 aus Westerbork, ermordet 23.4.1943 in Sobibor |
| Abraham Philip Wijnberg            | Markt 54 ·                           | Stolperstein für Abraham Philip Wijnberg            | Hier woonde Abraham Philip Wijnberg geb. 1896 gedeporteerd 2.10.1942 uit Westerbork vermoord 30.11.1942 Schöppinitz                                         | 29. Aug. 2012 | Hier wohnte Abraham Philip Wijnberg, geboren 1896, deportiert 2.10.1942 aus Westerbork, ermordet 30.11.1942 in Schöppinitz                                                                                                 |
| Heintje Wijnberg-de Wit            | Markt 54 ·                           | Stolperstein für Heintje Wijnberg-de Wit            | Hier woonde Heintje Wijnberg-de Wit geb. 1902 gedeporteerd 2.10.1942 uit Westerbork vermoord 5.10.1942 Auschwitz                                            | 29. Aug. 2012 | Hier wohnte Heintje Wijnberg-de Wit, geboren 1902, deportiert 2.10.1942 aus Westerbork, ermordet 5.10.1942 in Auschwitz |
| Philip Abraham Wijnberg            | Markt 54 ·                           | Stolperstein für Philip Abraham Wijnberg            | Hier woonde Philip Abraham Wijnberg geb. 1924 gedeporteerd 29.6.1943 uit Westerbork vermoord 2.7.1943 Sobibor                                               | 29. Aug. 2012 | Hier wohnte Philip Abraham Wijnberg, geboren 1924, deportiert 29.6.1943 aus Westerbork, ermordet 2.7.1943 in Sobibor |
| Mientje Aaltje Wijnberg            | Markt 54 ·                           | Stolperstein für Mientje Aaltje Wijnberg            | Hier woonde Mientje Aaltje Wijnberg geb. 1925 gedeporteerd 2.10.1942 uit Westerbork vermoord 5.10.1942 Auschwitz                                            | 29. Aug. 2012 | Hier wohnte Mientje Aaltje Wijnberg, geboren 1925, deportiert 2.10.1942 aus Westerbork, ermordet 5.10.1942 in Auschwitz |
| Aaltje Johanna Wijnberg            | Markt 54 ·                           | Stolperstein für Aaltje Johanna Wijnberg            | Hier woonde Aaltje Johanna Wijnberg geb. 1930 gedeporteerd 2.10.1942 uit Westerbork vermoord 5.10.1942 Auschwitz                                            | 29. Aug. 2012 | Hier wohnte Aaltje Johanna Wijnberg, geboren 1930, deportiert 2.10.1942 aus Westerbork, ermordet 5.10.1942 in Auschwitz |
| Jacheta Rozen                      | Onder de Boompjes 59 ·               | Stolperstein für Jacheta Rozen                      | Hier woonde Jacheta Rozen geb. 1915 gedeporteerd 11.1.1943 uit Westerbork vermoord 30.4.1943 Auschwitz                                                      | 1. Nov. 2014  | Hier wohnte Jacheta Rozen, geboren 1915, deportiert 11.1.1943 aus Westerbork, ermordet 30.4.1943 in Auschwitz |
| Chana Krill-Anklewicz              | Onder de Boompjes 65 ·               | Stolperstein für Chana Krill-Anklewicz              | Hier woonde Chana Krill-Anklewicz geb. 1908 gedeporteerd 2.11.1942 uit Westerbork vermoord 5.11.1942 Auschwitz                                              | 26. Feb. 2016 | Hier wohnte Chana Krill-Anklewicz, geboren 1908, deportiert 2.11.1942 aus Westerbork, ermordet 5.11.1942 in Auschwitz |
| Ides Krill                         | Onder de Boompjes 65 ·               | Stolperstein für Ides Krill                         | Hier woonde Ides Krill geb. 1940 gedeporteerd 2.11.1942 uit Westerbork vermoord 5.11.1942 Auschwitz                                                         | 26. Feb. 2016 | Hier wohnte Ides Krill, geboren 1940, deportiert 2.11.1942 aus Westerbork, ermordet 5.11.1942 in Auschwitz |
| Schafte Israël Adler               | Oosthaven 31 ·                       | Stolperstein für Schafte Israël Adler               | Hier woonde Schafte Israël Adler geb. 1856 gedeporteerd 20.7.1943 uit Westerbork vermoord 23.7.1943 Sobibor                                                 | 27. Feb. 2013 | Hier wohnte Schafte Israël Adler, geboren 1856, deportiert 20.7.1943 aus Westerbork, ermordet 23.7.1943 in Sobibor |
| Amalie Adler-Herz                  | Oosthaven 31 ·                       | Stolperstein für Amalie Adler-Herz                  | Hier woonde Amalie Adler-Herz geb. 1863 gedeporteerd 20.7.1943 uit Westerbork vermoord 23.7.1943 Sobibor                                                    | 27. Feb. 2013 | Hier wohnte Amalie Adler-Herz, geboren 1863, deportiert 20.7.1943 aus Westerbork, ermordet 23.7.1943 in Sobibor |
| Isaak Alter                        | Oosthaven 31 ·                       | Stolperstein für Isaak Alter                        | Hier woonde Isaak Alter geb. 1887 gedeporteerd 20.4.1943 uit Westerbork vermoord 23.4.1943 Sobibor                                                          | 27. Feb. 2013 | Hier wohnte Isaak Alter, geboren 1887, deportiert 20.4.1943 aus Westerbork, ermordet 23.4.1943 in Sobibor |
| Lina Benjamin-Bender               | Oosthaven 31 ·                       | Stolperstein für Lina Benjamin-Bender               | Hier woonde Lina Benjamin-Bender geb. 1870 gedeporteerd 20.7.1943 uit Westerbork vermoord 23.7.1943 Sobibor                                                 | 27. Feb. 2013 | Hier wohnte Lina Benjamin-Bender, geboren 1870, deportiert 20.7.1943 aus Westerbork, ermordet 23.7.1943 in Sobibor |
| David van Buuren                   | Oosthaven 31 ·                       | Stolperstein für David van Buuren                   | Hier woonde David van Buuren geb. 1864 gedeporteerd 20.4.1943 uit Westerbork vermoord 23.4.1943 Sobibor                                                     | 27. Feb. 2013 | Hier wohnte David van Buuren, geboren 1864, deportiert 20.4.1943 aus Westerbork, ermordet 23.4.1943 in Sobibor |
| Jannetta Cohen-Mainzer             | Oosthaven 31 ·                       | Stolperstein für Jannetta Cohen-Mainzer             | Hier woonde Jannetta Cohen-Mainzer geb. 1861 gedeporteerd 20.4.1943 uit Westerbork vermoord 23.4.1943 Sobibor                                               | 27. Feb. 2013 | Hier wohnte Jannetta Cohen-Mainzer, geboren 1861, deportiert 20.4.1943 aus Westerbork, ermordet 23.4.1943 in Sobibor |
| Helena Cohen-Markens               | Oosthaven 31 ·                       | Stolperstein für Helena Cohen-Markens               | Hier woonde Helena Cohen-Markens geb. 1873 gedeporteerd 4.5.1943 uit Westerbork vermoord 7.5.1943 Sobibor                                                   | 27. Feb. 2013 | Hier wohnte Helena Cohen-Markens, geboren 1873, deportiert 4.5.1943 aus Westerbork, ermordet 7.5.1943 in Sobibor |
| Betje Boena van Dam-Frank          | Oosthaven 31 ·                       | Stolperstein für Betje Boena van Dam-Frank          | Hier woonde Betje Boena van Dam-Frank geb. 1875 gedeporteerd 29.6.1943 uit Westerbork vermoord 2.7.1943 Sobibor                                             | 27. Feb. 2013 | Hier wohnte Betje Boena van Dam-Frank, geboren 1875, deportiert 29.6.1943 aus Westerbork, ermordet 2.7.1943 in Sobibor |
| Leopold Davids                     | Oosthaven 31 ·                       | Stolperstein für Leopold Davids                     | Hier woonde Leopold Davids geb. 1872 vermoord 16.5.1943 Westerbork                                                                                          | 27. Feb. 2013 | Hier wohnte Leopold Davids, geboren 1872, ermordet 16.5.1943 in Westerbork |
| Julie Davids-Cohen                 | Oosthaven 31 ·                       | Stolperstein für Julie Davids-Cohen                 | Hier woonde Julie Davids-Cohen geb. 1875 gedeporteerd 20.7.1943 uit Westerbork vermoord 23.7.1943 Sobibor                                                   | 27. Feb. 2013 | Hier wohnte Julie Davids-Cohen, geboren 1875, deportiert 20.7.1943 aus Westerbork, ermordet 23.7.1943 in Sobibor |
| Paulina Elzas-Gersons              | Oosthaven 31 ·                       | Stolperstein für Paulina Elzas-Gersons              | Hier woonde Paulina Elzas-Gersons geb. 1849 gedeporteerd 13.4.1943 uit Westerbork vermoord 16.4.1943 Sobibor                                                | 27. Feb. 2013 | Hier wohnte Paulina Elzas-Gersons, geboren 1849, deportiert 13.4.1943 aus Westerbork, ermordet 16.4.1943 in Sobibor |
| Catharina Jacoba Gersons-Salomon   | Oosthaven 31 ·                       | Stolperstein für Catharina Jacoba Gersons-Salomon   | Hier woonde Catharina Jacoba Gersons-Salomon geb. 1866 gedeporteerd 13.4.1943 uit Westerbork vermoord 16.4.1943 Sobibor                                     | 27. Feb. 2013 | Hier wohnte Catharina Jacoba Gersons-Salomon, geboren 1866, deportiert 13.4.1943 aus Westerbork, ermordet 16.4.1943 in Sobibor                                                                                             |
| Reintje Gompers-Beem               | Oosthaven 31 ·                       | Stolperstein für Reintje Gompers-Beem               | Hier woonde Reintje Gompers-Beem geb. 1868 gedeporteerd 20.4.1943 uit Westerbork vermoord 23.4.1943 Sobibor                                                 | 27. Feb. 2013 | Hier wohnte Reintje Gompers-Beem, geboren 1868, deportiert 20.4.1943 aus Westerbork, ermordet 23.4.1943 in Sobibor |
| Markus Grunwerg                    | Oosthaven 31 ·                       | Stolperstein für Markus Grunwerg                    | Hier woonde Markus Grunwerg geb. 1903 gedeporteerd 1.6.1943 uit Westerbork vermoord 4.6.1943 Sobibor                                                        | 27. Feb. 2013 | Hier wohnte Markus Grunwerg, geboren 1903, deportiert 1.6.1943 aus Westerbork, ermordet 4.6.1943 in Sobibor |
| Grietje Haalman-Minco              | Oosthaven 31 ·                       | Stolperstein für Grietje Haalman-Minco              | Hier woonde Grietje Haalman-Minco geb. 1861 gedeporteerd 20.4.1943 uit Westerbork vermoord 23.4.1943 Sobibor                                                | 27. Feb. 2013 | Hier wohnte Grietje Haalman-Minco, geboren 1861, deportiert 20.4.1943 aus Westerbork, ermordet 23.4.1943 in Sobibor |
| Lea Minco-Schweiger                | Oosthaven 31 ·                       | Stolperstein für Lea Minco-Schweiger                | Hier woonde Lea Minco-Schweiger geb. 1867 gedeporteerd 27.4.1943 uit Westerbork vermoord 30.4.1943 Sobibor                                                  | 27. Feb. 2013 | Hier wohnte Lea Minco-Schweiger, geboren 1867, deportiert 27.4.1943 aus Westerbork, ermordet 30.4.1943 in Sobibor |
| Kaatje van Hasselt-Bernard         | Oosthaven 31 ·                       | Stolperstein für Kaatje van Hasselt-Bernard         | Hier woonde Kaatje van Hasselt-Bernard geb. 1871 gedeporteerd 20.4.1943 uit Westerbork vermoord 23.4.1943 Sobibor                                           | 27. Feb. 2013 | Hier wohnte Kaatje van Hasselt-Bernard, geboren 1871, deportiert 20.4.1943 aus Westerbork, ermordet 23.4.1943 in Sobibor                                                                                                   |
| Julius Hirschberg                  | Oosthaven 31 ·                       | Stolperstein für Julius Hirschberg                  | Hier woonde Julius Hirschberg geb. 1905 gedeporteerd 25.2.1944 uit Westerbork vermoord 20.2.1945 Dachau                                                     | 27. Feb. 2013 | Hier wohnte Julius Hirschberg, geboren 1905, deportiert 25.2.1944 aus Westerbork, ermordet 20.2.1945 in Dachau |
| Lion Heijmans                      | Oosthaven 31 ·                       | Stolperstein für Lion Heijmans                      | Hier woonde Lion Heijmans geb. 1863 gedeporteerd 13.7.1943 uit Westerbork vermoord 16.7.1943 Sobibor                                                        | 27. Feb. 2013 | Hier wohnte Lion Heijmans, geboren 1863, deportiert 13.7.1943 aus Westerbork, ermordet 16.7.1943 in Sobibor |
| Henri Heijmans                     | Oosthaven 31 ·                       | Stolperstein für Henri Heijmans                     | Hier woonde Henri Heijmans geb. 1866 gedeporteerd 4.5.1943 uit Westerbork vermoord 7.5.1943 Sobibor                                                         | 27. Feb. 2013 | Hier wohnte Henri Heijmans, geboren 1866, deportiert 4.5.1943 aus Westerbork, ermordet 7.5.1943 in Sobibor |
| Antje Heijmans-van Kloeten         | Oosthaven 31 ·                       | Stolperstein für Antje Heijmans-van Kloeten         | Hier woonde Antje Heijmans-van Kloeten geb. 1861 gedeporteerd 4.5.1943 uit Westerbork vermoord 7.5.1943 Sobibor                                             | 27. Feb. 2013 | Hier wohnte Antje Heijmans-van Kloeten, geboren 1861, deportiert 4.5.1943 aus Westerbork, ermordet 7.5.1943 in Sobibor |
| Elias Herzenberg                   | Oosthaven 31 ·                       | Stolperstein für Elias Herzenberg                   | Hier woonde Elias Herzenberg geb. 1868 gedeporteerd 2.10.1943 uit Westerbork vermoord 5.10.1943 Auschwitz                                                   | 27. Feb. 2013 | Hier wohnte Elias Herzenberg, geboren 1868, deportiert 2.10.1943 aus Westerbork, ermordet 5.10.1943 in Auschwitz |
| Frieda Herzenberg-Ettlinger        | Oosthaven 31 ·                       | Stolperstein für Frieda Herzenberg-Ettlinger        | Hier woonde Frieda Herzenberg-Ettlinger geb. 1885 gedeporteerd 20.4.1943 uit Westerbork vermoord 23.4.1943 Sobibor                                          | 27. Feb. 2013 | Hier wohnte Frieda Herzenberg-Ettlinger, geboren 1885, deportiert 20.4.1943 aus Westerbork, ermordet 23.4.1943 in Sobibor                                                                                                  |
| Samuel Khan                        | Oosthaven 31 ·                       | Stolperstein für Samuel Khan                        | Hier woonde Samuel Khan geb. 1868 gedeporteerd 20.4.1943 uit Westerbork vermoord 23.4.1943 Sobibor                                                          | 27. Feb. 2013 | Hier wohnte Samuel Khan, geboren 1868, deportiert 20.4.1943 aus Westerbork, ermordet 23.4.1943 in Sobibor |
| Bertha van der Kuijp-de Groot      | Oosthaven 31 ·                       | Stolperstein für Bertha van der Kuijp-de Groot      | Hier woonde Bertha van der Kuijp-de Groot geb. 1867 gedeporteerd 20.4.1943 uit Westerbork vermoord 23.4.1943 Sobibor                                        | 27. Feb. 2013 | Hier wohnte Bertha van der Kuijp-de Groot, geboren 1867, deportiert 20.4.1943 aus Westerbork, ermordet 23.4.1943 in Sobibor                                                                                                |
| Grete Lang                         | Oosthaven 31 ·                       | Stolperstein für Grete Lang                         | Hier woonde Grete Lang geb. 1907 gedeporteerd 25.5.1943 uit Westerbork vermoord 28.5.1943 Sobibor                                                           | 27. Feb. 2013 | Hier wohnte Grete Lang, geboren 1907, deportiert 25.5.1943 aus Westerbork, ermordet 28.5.1943 in Sobibor |
| Levi de Leeuw                      | Oosthaven 31 ·                       | Stolperstein für Levi de Leeuw                      | Hier woonde Levi de Leeuw geb. 1861 gedeporteerd 20.4.1943 uit Westerbork vermoord 23.4.1943 Sobibor                                                        | 27. Feb. 2013 | Hier wohnte Levi de Leeuw, geboren 1861, deportiert 20.4.1943 aus Westerbork, ermordet 23.4.1943 in Sobibor |
| Elisabeth de Leeuw-de Leeuw        | Oosthaven 31 ·                       | Stolperstein für Elisabeth de Leeuw-de Leeuw        | Hier woonde Elisabeth de Leeuw-de Leeuw geb. 1860 gedeporteerd 20.4.1943 uit Westerbork vermoord 23.4.1943 Sobibor                                          | 27. Feb. 2013 | Hier wohnte Elisabeth de Leeuw-de Leeuw, geboren 1860, deportiert 20.4.1943 aus Westerbork, ermordet 23.4.1943 in Sobibor                                                                                                  |
| Helena de Levie                    | Oosthaven 31 ·                       | Stolperstein für Helena de Levie                    | Hier woonde Helena de Levie geb. 1908 gedeporteerd 1.6.1943 uit Westerbork vermoord 4.6.1943 Sobibor                                                        | 27. Feb. 2013 | Hier wohnte Helena de Levie, geboren 1908, deportiert 1.6.1943 aus Westerbork, ermordet 4.6.1943 in Sobibor |
| Emma Levy-Mildenberg               | Oosthaven 31 ·                       | Stolperstein für Emma Levy-Mildenberg               | Hier woonde Emma Levy-Mildenberg geb. 1863 gedeporteerd 20.4.1943 uit Westerbork vermoord 23.4.1943 Sobibor                                                 | 27. Feb. 2013 | Hier wohnte Emma Levy-Mildenberg, geboren 1863, deportiert 20.4.1943 aus Westerbork, ermordet 23.4.1943 in Sobibor |
| Heintje Limburg-de Vries           | Oosthaven 31 ·                       | Stolperstein für Heintje Limburg-de Vries           | Hier woonde Heintje Limburg-de Vries geb. 1862 gedeporteerd 27.4.1943 uit Westerbork vermoord 30.4.1943 Sobibor                                             | 27. Feb. 2013 | Hier wohnte Heintje Limburg-de Vries, geboren 1862, deportiert 27.4.1943 aus Westerbork, ermordet 30.4.1943 in Sobibor |
| Zirje Hudy Linder-Sommer           | Oosthaven 31 ·                       | Stolperstein für Zirje Hudy Linder-Sommer           | Hier woonde Zirje Hudy Linder-Sommer geb. 1874 gedeporteerd 20.7.1943 uit Westerbork vermoord 23.7.1943 Sobibor                                             | 27. Feb. 2013 | Hier wohnte Zirje Hudy Linder-Sommer, geboren 1874, deportiert 20.7.1943 aus Westerbork, ermordet 23.7.1943 in Sobibor |
| Judith van Maarsen                 | Oosthaven 31 ·                       | Stolperstein für Judith van Maarsen                 | Hier woonde Judith van Maarsen geb. 1879 gedeporteerd 20.4.1943 uit Westerbork vermoord 23.4.1943 Sobibor                                                   | 27. Feb. 2013 | Hier wohnte Judith van Maarsen, geboren 1879, deportiert 20.4.1943 aus Westerbork, ermordet 23.4.1943 in Sobibor |
| Louise Michaelis-Schmul            | Oosthaven 31 ·                       | Stolperstein für Louise Michaelis-Schmul            | Hier woonde Louise Michaelis-Schmul geb. 1872 gedeporteerd 4.5.1943 uit Westerbork vermoord 7.5.1943 Sobibor                                                | 27. Feb. 2013 | Hier wohnte Louise Michaelis-Schmul, geboren 1872, deportiert 4.5.1943 aus Westerbork, ermordet 7.5.1943 in Sobibor |
| Bertus Samuel Meijer               | Oosthaven 31 ·                       | Stolperstein für Bertus Samuel Meijer               | Hier woonde Bertus Samuel Meijer geb. 1915 gedeporteerd 25.5.1943 uit Westerbork vermoord 28.5.1943 Sobibor                                                 | 27. Feb. 2013 | Hier wohnte Bertus Samuel Meijer, geboren 1915, deportiert 25.5.1943 aus Westerbork, ermordet 28.5.1943 in Sobibor |
| Jacoba Keetje Meijer               | Oosthaven 31 ·                       | Stolperstein für Jacoba Keetje Meijer               | Hier woonde Jacoba Keetje Meijer geb. 1923 gedeporteerd 25.5.1943 uit Westerbork vermoord 28.5.1943 Sobibor                                                 | 27. Feb. 2013 | Hier wohnte Jacoba Keetje Meijer, geboren 1923, deportiert 25.5.1943 aus Westerbork, ermordet 28.5.1943 in Sobibor |
| Margarete Michelson                | Oosthaven 31 ·                       | Stolperstein für Margarete Michelson                | Hier woonde Margarete Michelson geb. 1902 gedeporteerd 25.2.1944 uit Westerbork vermoord 11.10.1944 Midden-Europa                                           | 27. Feb. 2013 | Hier wohnte Margarete Michelson, geboren 1902, deportiert 25.2.1944 aus Westerbork, ermordet 11.10.1944 in Mitteleuropa |
| Roza Palm                          | Oosthaven 31 ·                       | Stolperstein für Roza Palm                          | Hier woonde Roza Palm geb. 1903 gedeporteerd 25.5.1943 uit Westerbork vermoord 28.5.1943 Sobibor                                                            | 27. Feb. 2013 | Hier wohnte Roza Palm, geboren 1903, deportiert 25.5.1943 aus Westerbork, ermordet 28.5.1943 in Sobibor |
| Eva Piller-de Vrede                | Oosthaven 31 ·                       | Stolperstein für Eva Piller-de Vrede                | Hier woonde Eva Piller-de Vrede geb. 1852 gedeporteerd 20.4.1943 uit Westerbork vermoord 23.4.1943 Sobibor                                                  | 27. Feb. 2013 | Hier wohnte Eva Piller-de Vrede, geboren 1852, deportiert 20.4.1943 aus Westerbork, ermordet 23.4.1943 in Sobibor |
| Emma Roos-Alexander                | Oosthaven 31 ·                       | Stolperstein für Emma Roos-Alexander                | Hier woonde Emma Roos-Alexander geb. 1865 gedeporteerd 20.4.1943 uit Westerbork vermoord 23.4.1943 Sobibor                                                  | 27. Feb. 2013 | Hier wohnte Emma Roos-Alexander, geboren 1865, deportiert 20.4.1943 aus Westerbork, ermordet 23.4.1943 in Sobibor |
| Anna Rosenfeld                     | Oosthaven 31 ·                       | Stolperstein für Anna Rosenfeld                     | Hier woonde Anna Rosenfeld geb. 1884 gedeporteerd 27.4.1943 uit Westerbork vermoord 30.4.1943 Sobibor                                                       | 27. Feb. 2013 | Hier wohnte Anna Rosenfeld, geboren 1884, deportiert 27.4.1943 aus Westerbork, ermordet 30.4.1943 in Sobibor |
| Babette Schönfeld-Adelsdorfer      | Oosthaven 31 ·                       | Stolperstein für Babette Schönfeld-Adelsdorfer      | Hier woonde Babette Schönfeld-Adelsdorfer geb. 1868 gedeporteerd 20.4.1943 uit Westerbork vermoord 23.4.1943 Sobibor                                        | 27. Feb. 2013 | Hier wohnte Babette Schönfeld-Adelsdorfer, geboren 1868, deportiert 20.4.1943 aus Westerbork, ermordet 23.4.1943 in Sobibor                                                                                                |
| Gustav Seemann                     | Oosthaven 31 ·                       | Stolperstein für Gustav Seemann                     | Hier woonde Gustav Seemann geb. 1880 gedeporteerd 20.4.1943 uit Westerbork vermoord 23.4.1943 Sobibor                                                       | 27. Feb. 2013 | Hier wohnte Gustav Seemann, geboren 1880, deportiert 20.4.1943 aus Westerbork, ermordet 23.4.1943 in Sobibor |
| Annetta Seijffers-de Jong          | Oosthaven 31 ·                       | Stolperstein für Annetta Seijffers-de Jong          | Hier woonde Annetta Seijffers-de Jong geb. 1873 gedeporteerd 20.4.1943 uit Westerbork vermoord 23.4.1943 Sobibor                                            | 27. Feb. 2013 | Hier wohnte Annetta Seijffers-de Jong, geboren 1873, deportiert 20.4.1943 aus Westerbork, ermordet 23.4.1943 in Sobibor |
| Antonie Selig-Kahn                 | Oosthaven 31 ·                       | Stolperstein für Antonie Selig-Kahn                 | Hier woonde Antonie Selig-Kahn geb. 1874 gedeporteerd 20.4.1943 uit Westerbork vermoord 23.4.1943 Sobibor                                                   | 27. Feb. 2013 | Hier wohnte Antonie Selig-Kahn, geboren 1874, deportiert 20.4.1943 aus Westerbork, ermordet 23.4.1943 in Sobibor |
| Henriette Simons                   | Oosthaven 31 ·                       | Stolperstein für Henriette Simons                   | Hier woonde Henriette Simons geb. 1857 gedeporteerd 20.4.1943 uit Westerbork vermoord 23.4.1943 Sobibor                                                     | 27. Feb. 2013 | Hier wohnte Henriette Simons, geboren 1857, deportiert 20.4.1943 aus Westerbork, ermordet 23.4.1943 in Sobibor |
| Marie Spier-Rosenfeld              | Oosthaven 31 ·                       | Stolperstein für Marie Spier-Rosenfeld              | Hier woonde Marie Spier-Rosenfeld geb. 1868 gedeporteerd 27.4.1943 uit Westerbork vermoord 30.4.1943 Sobibor                                                | 27. Feb. 2013 | Hier wohnte Marie Spier-Rosenfeld, geboren 1868, deportiert 27.4.1943 aus Westerbork, ermordet 30.4.1943 in Sobibor |
| Eva Stranders                      | Oosthaven 31 ·                       | Stolperstein für Eva Stranders                      | Hier woonde Eva Stranders geb. 1852 gedeporteerd 13.4.1943 uit Westerbork vermoord 16.4.1943 Sobibor                                                        | 27. Feb. 2013 | Hier wohnte Eva Stranders, geboren 1852, deportiert 13.4.1943 aus Westerbork, ermordet 16.4.1943 in Sobibor |
| Saartje Vroman                     | Oosthaven 31 ·                       | Stolperstein für Saartje Vroman                     | Hier woonde Saartje Vroman geb. 1871 gedeporteerd 21.9.1943 uit Westerbork vermoord 24.9.1943 Auschwitz                                                     | 27. Feb. 2013 | Hier wohnte Saartje Vroman, geboren 1871, deportiert 21.9.1943 aus Westerbork, ermordet 24.9.1943 in Auschwitz |
| Helena Wagenaar-Duizend            | Oosthaven 31 ·                       | Stolperstein für Helena Wagenaar-Duizend            | Hier woonde Helena Wagenaar-Duizend geb. 1866 gedeporteerd 20.4.1943 uit Westerbork vermoord 23.4.1943 Sobibor                                              | 27. Feb. 2013 | Hier wohnte Helena Wagenaar-Duizend, geboren 1866, deportiert 20.4.1943 aus Westerbork, ermordet 23.4.1943 in Sobibor |
| Rebekka Weil-Weil                  | Oosthaven 31 ·                       | Stolperstein für Rebekka Weil-Weil                  | Hier woonde Rebekka Weil-Weil geb. 1862 gedeporteerd 20.4.1943 uit Westerbork vermoord 23.4.1943 Sobibor                                                    | 27. Feb. 2013 | Hier wohnte Rebekka Weil-Weil, geboren 1862, deportiert 20.4.1943 aus Westerbork, ermordet 23.4.1943 in Sobibor |
| Rozette de Wolf                    | Oosthaven 31 ·                       | Stolperstein für Rozette de Wolf                    | Hier woonde Rozette de Wolf geb. 1863 gedeporteerd 20.4.1943 uit Westerbork vermoord 23.4.1943 Sobibor                                                      | 27. Feb. 2013 | Hier wohnte Rozette de Wolf, geboren 1863, deportiert 20.4.1943 aus Westerbork, ermordet 23.4.1943 in Sobibor |
| Mietje de Wolf                     | Oosthaven 31 ·                       | Stolperstein für Mietje de Wolf                     | Hier woonde Mietje de Wolf geb. 1870 gedeporteerd 20.4.1943 uit Westerbork vermoord 23.4.1943 Sobibor                                                       | 27. Feb. 2013 | Hier wohnte Mietje de Wolf, geboren 1870, deportiert 20.4.1943 aus Westerbork, ermordet 23.4.1943 in Sobibor |
| Jacob Simon Weijl                  | Oosthaven 31 ·                       | Stolperstein für Jacob Simon Weijl                  | Hier woonde Jacob Simon Weijl geb. 1871 gedeporteerd 20.4.1943 uit Westerbork vermoord 23.4.1943 Sobibor                                                    | 27. Feb. 2013 | Hier wohnte Jacob Simon Weijl, geboren 1871, deportiert 20.4.1943 aus Westerbork, ermordet 23.4.1943 in Sobibor |
| Mientje Wijnberg-Groenberg         | Oosthaven 31 ·                       | Stolperstein für Mientje Wijnberg-Groenberg         | Hier woonde Mientje Wijnberg-Groenberg geb. 1869 gedeporteerd 27.4.1943 uit Westerbork vermoord 30.4.1943 Sobibor                                           | 27. Feb. 2013 | Hier wohnte Mientje Wijnberg-Groenberg, geboren 1869, deportiert 27.4.1943 aus Westerbork, ermordet 30.4.1943 in Sobibor                                                                                                   |
| Saartje Zeelander-Morel            | Oosthaven 31 ·                       | Stolperstein für Saartje Zeelander-Morel            | Hier woonde Saartje Zeelander-Morel geb. 1861 gedeporteerd 20.4.1943 uit Westerbork vermoord 23.4.1943 Sobibor                                              | 27. Feb. 2013 | Hier wohnte Saartje Zeelander-Morel, geboren 1861, deportiert 20.4.1943 aus Westerbork, ermordet 23.4.1943 in Sobibor |
| Jacob Levy van Baren               | Oosthaven 31 ·                       | Stolperstein für Jacob Levy van Baren               | Hier woonde Jacob Levy van Baren geb. 1866 gedeporteerd 18.5.1943 uit Westerbork vermoord 21.5.1943 Sobibor                                                 | 15. Nov. 2020 | Hier wohnte Jacob Levy van Baren, geboren 1866, deportiert 18.5.1943 aus Westerbork, ermordet 21.5.1943 in Sobibor |
| Sara Lange-Biberfeld               | Oosthaven 31 ·                       | Stolperstein für Sara Lange-Biberfeld               | Hier woonde Sara Lange-Biberfeld geb. 1873 gedeporteerd 15.2.1944 uit Westerbork vermoord 17.3.1945 Bergen-Belsen                                           | 15. Nov. 2020 | Hier wohnte Sara Lange-Biberfeld, geboren 1873, deportiert 15.2.1944 aus Westerbork, ermordet 17.3.1945 in Bergen-Belsen                                                                                                   |
| Manus Minco                        | Oosthaven 31 ·                       | Stolperstein für Manus Minco                        | Hier woonde Manus Minco geb. 1863 gedeporteerd 13.4.1943 uit Westerbork vermoord 16.4.1943 Sobibor                                                          | 15. Nov. 2020 | Hier wohnte Manus Minco, geboren 1863, deportiert 13.4.1943 aus Westerbork, ermordet 16.4.1943 in Sobibor |
| Lili de Leeuw-Dreijfus             | Oosthaven 31 ·                       | Stolperstein für Lili de Leeuw-Dreijfus             | Hier woonde Lili de Leeuw-Dreijfus geb. 1920 gedeporteerd 27.4.1943 uit Westerbork vermoord 30.4.1943 Sobibor                                               | 15. Nov. 2020 | Hier wohnte Lili de Leeuw-Dreijfus, geboren 1920, deportiert 27.4.1943 aus Westerbork, ermordet 30.4.1943 in Sobibor |
| Ida Cohen-Wallach                  | Oosthaven 31 ·                       | Stolperstein für Ida Cohen-Wallach                  | Hier woonde Ida Cohen-Wallach geb. 1897 gedeporteerd 6.7.1943 uit Westerbork vermoord 9.7.1943 Sobibor                                                      | 15. Nov. 2020 | Hier wohnte Ida Cohen-Wallach, geboren 1897, deportiert 6.7.1943 aus Westerbork, ermordet 9.7.1943 in Sobibor |
| Ruth Loewy                         | Oosthaven 31 ·                       | Stolperstein für Ruth Loewy                         | Hier woonde Ruth Loewy geb. 1920 gedeporteerd 6.11.1942 uit Westerbork vermoord 9.11.1942 Auschwitz                                                         | 15. Nov. 2020 | Hier wohnte Ruth Loewy, geboren 1920, deportiert 6.11.1942 aus Westerbork, ermordet 9.11.1942 in Auschwitz |
| Rosa ten Brink                     | Oosthaven 31 ·                       | Stolperstein für Rosa ten Brink                     | Hier woonde Rosa ten Brink geb. 1896 gedeporteerd 23.2.1943 uit Westerbork vermoord 26.2.1943 Auschwitz                                                     | 15. Nov. 2020 | Hier wohnte Rosa ten Brink, geboren 1896, deportiert 23.2.1943 aus Westerbork, ermordet 29.2.1943 in Auschwitz |
| Bernard Marcel Weill               | Oosthaven 31 ·                       | Stolperstein für Bernard Marcel Weill               | Hier woonde Bernard Marcel Weill geb. 1885 gedeporteerd 21.9.1942 uit Westerbork vermoord 24.9.1942 Auschwitz                                               | 15. Nov. 2020 | Hier wohnte Bernard Marcel Weill, geboren 1885, deportiert 21.9.1942 aus Westerbork, ermordet 24.9.1942 in Auschwitz |
| Israël Engländer                   | Piersonweg 4 ·                       | Stolperstein für Israël Engländer                   | Hier woonde Israël Engländer geb. 1877 gedeporteerd 23.10.1942 uit Westerbork vermoord 26.10.1942 Auschwitz                                                 | 29. Aug. 2012 | Hier wohnte Israël Engländer, geboren 1877, deportiert 23.10.1942 aus Westerbork, ermordet 26.10.1942 in Auschwitz |
| Joachim Bernhard Engländer         | Piersonweg 4 ·                       | Stolperstein für Joachim Bernhard Engländer         | Hier woonde Joachim Bernhard Engländer geb. 1919 gevlucht naar Franrijk gedeporteerd 4.3.1943 uit Drancy vermoord 7.3.1943 Sobibor                          | 29. Aug. 2012 | Hier wohnte Joachim Bernhard Engländer, geboren 1919, geflohen nach Frankreich, deportiert 4.3.1943 aus Drancy, ermordet 7.3.1943 in Sobibor                                                                               |
| Rahel Frieda Engländer-Jungerwirth | Piersonweg 4 ·                       | Stolperstein für Rahel Frieda Engländer-Jungerwirth | Hier woonde Rahel Frieda Engländer-Jungerwirth geb. 1879 gedeporteerd 23.10.1942 uit Westerbork vermoord 26.10.1942 Auschwitz                               | 29. Aug. 2012 | Hier wohnte Rahel Frieda Engländer-Jungerwirth, geboren 1879, deportiert 23.10.1942 aus Westerbork, ermordet 26.10.1942 in Auschwitz                                                                                       |
| Izak van Dantzig                   | Piersonweg 6 ·                       | Stolperstein für Izak van Dantzig                   | Hier woonde Izak van Dantzig geb. 1858 gedeporteerd 23.10.1942 uit Westerbork vermoord 26.10.1942 Auschwitz                                                 | 24. Apr. 2018 | Hier wohnte Izak van Dantzig, geboren 1858, deportiert 23.10.1942 aus Westerbork, ermordet 26.10.1942 in Auschwitz |
| Max Paul Strauss                   | Raam 5 ·                             | Stolperstein für Max Paul Strauss                   | Hier woonde Max Paul Strauss geb. 1908 gedeporteerd 2.11.1942 uit Westerbork vermoord 31.3.1943 Midden-Europa                                               | 12. Apr. 2021 | Hier wohnte Max Paul Strauss, geboren 1908, deportiert 2.11.1942 aus Westerbork, ermordet 31.3.1943 in Mitteleuropa |
| Nathan de Leeuwe                   | Raam 101 ·                           | Stolperstein für Nathan de Leeuwe                   | Hier woonde Nathan de Leeuwe geb. 1900 gedeporteerd 23.10.1942 uit Westerbork vermoord 31.3.1944 Midden-Europa                                              | 29. Aug. 2012 | Hier wohnte Nathan de Leeuwe, geboren 1900, deportiert 23.10.1942 aus Westerbork, ermordet 31.3.1944 in Mitteleuropa |
| Josephine de Leeuwe-Parser         | Raam 101 ·                           | Stolperstein für Josephine de Leeuwe-Parser         | Hier woonde Josephine de Leeuwe-Parser geb. 1900 gedeporteerd 23.10.1942 uit Westerbork vermoord 26.10.1942 Auschwitz                                       | 29. Aug. 2012 | Hier wohnte Josephine de Leeuwe-Parser, geboren 1900, deportiert 23.10.1942 aus Westerbork, ermordet 26.10.1942 in Auschwitz                                                                                               |
| Mietje de Leeuwe                   | Raam 101 ·                           | Stolperstein für Mietje de Leeuwe                   | Hier woonde Mietje de Leeuwe geb. 1926 gedeporteerd 23.10.1942 uit Westerbork vermoord 26.10.1942 Auschwitz                                                 | 29. Aug. 2012 | Hier wohnte Mietje de Leeuwe, geboren 1926, deportiert 23.10.1942 aus Westerbork, ermordet 26.10.1942 in Auschwitz |
| Sophia 'Fietje'de Leeuwe           | Raam 101 ·                           | Stolperstein für Sophia 'Fietje' de Leeuwe          | Hier woonde Sophia 'Fietje' de Leeuwe geb. 1931 gedeporteerd 23.10.1942 uit Westerbork vermoord 26.10.1942 Auschwitz                                        | 29. Aug. 2012 | Hier wohnte Sophia 'Fietje' de Leeuwe, geboren 1931, deportiert 23.10.1942 aus Westerbork, ermordet 26.10.1942 in Auschwitz                                                                                                |
| Rebecca de Leeuwe                  | Raam 101 ·                           | Stolperstein für Rebecca de Leeuwe                  | Hier woonde Rebecca de Leeuwe geb. 1936 gedeporteerd 23.10.1942 uit Westerbork vermoord 26.10.1942 Auschwitz                                                | 29. Aug. 2012 | Hier wohnte Rebecca de Leeuwe, geboren 1936, deportiert 23.10.1942 aus Westerbork, ermordet 26.10.1942 in Auschwitz |
| Manfred Ralf Litten                | Ridder van Catsweg 61 ·              | Stolperstein für Manfred Ralf Litten                | Hier woonde Manfred Ralf Litten geb. 1909 gedeporteerd 4.9.1944 uit Westerbork vermoord 28.2.1945 Auschwitz                                                 | 29. Aug. 2012 | Hier wohnte Manfred Ralf Litten, geboren 1909, deportiert 4.9.1944 aus Westerbork, ermordet 28.2.1945 in Auschwitz |
| Jansje 'Schoschana'Litten-Serlui   | Ridder van Catsweg 61 ·              | Stolperstein für Jansje 'Schoschana' Litten-Serlui  | Hier woonde Jansje 'Schoschana' Litten-Serlui geb. 1911 gedeporteerd 4.9.1944 uit Westerbork vermoord 24.5.1945 Tsjecho-Slowakije                           | 29. Aug. 2012 | Hier wohnte Jansje 'Schoschana' Litten-Serlui, geboren 1911, deportiert 4.9.1944 aus Westerbork, ermordet 24.5.1945 in der Tschechoslowakei                                                                                |
| Jettie Aalsvel                     | Ridder van Catsweg 61 ·              | Stolperstein für Jettie Aalsvel                     | Hier woonde Jettie Aalsvel geb. 1923 gedeporteerd 5.4.1944 uit Westerbork vermoord 29.1.1945 Midden-Europa                                                  | 29. Aug. 2012 | Hier wohnte Jettie Aalsvel, geboren 1923, deportiert 5.4.1944 aus Westerbork, ermordet 29.1.1945 in Mitteleuropa |
| Abraham Hamburger                  | Ridder van Catsweg 61 ·              | Stolperstein für Abraham Hamburger                  | Hier woonde Abraham Hamburger geb. 1923 gedeporteerd 6.7.1943 uit Westerbork vermoord 9.7.1943 Sobibor                                                      | 29. Aug. 2012 | Hier wohnte Abraham Hamburger, geboren 1923, deportiert 6.7.1943 aus Westerbork, ermordet 9.7.1943 in Sobibor |
| Martijn Koppel                     | Ridder van Catsweg 61 ·              | Stolperstein für Martijn Koppel                     | Hier woonde Martijn Koppel geb. 1924 gedeporteerd 6.4.1943 uit Westerbork vermoord 9.4.1943 Sobibor                                                         | 29. Aug. 2012 | Hier wohnte Martijn Koppel, geboren 1924, deportiert 6.4.1943 aus Westerbork, ermordet 9.4.1943 in Sobibor |
| Leib Laub                          | Ridder van Catsweg 61 ·              | Stolperstein für Leib Laub                          | Hier woonde Leib Laub geb. 1924 gedeporteerd 6.7.1943 uit Westerbork vermoord 9.7.1943 Sobibor                                                              | 29. Aug. 2012 | Hier wohnte Leib Laub, geboren 1924, deportiert 6.7.1943 aus Westerbork, ermordet 9.7.1943 in Sobibor |
| Ernst Simon Oppenheim              | Ridder van Catsweg 61 ·              | Stolperstein für Ernst Simon Oppenheim              | Hier woonde Ernst Simon Oppenheim geb. 1925 gedeporteerd 16.11.1943 uit Westerbork vermoord 31.3.1944 Polen                                                 | 29. Aug. 2012 | Hier wohnte Ernst Simon Oppenheim, geboren 1925, deportiert 16.11.1943 aus Westerbork, ermordet 31.3.1944 in Polen |
| Henriëtte Roos                     | Ridder van Catsweg 61 ·              | Stolperstein für Henriëtte Roos                     | Hier woonde Henriëtte Roos geb. 1925 gedeporteerd 10.8.1942 uit Westerbork vermoord 30.8.1942 Auschwitz                                                     | 29. Aug. 2012 | Hier wohnte Henriëtte Roos, geboren 1925, deportiert 10.8.1942 aus Westerbork, ermordet 30.8.1942 in Auschwitz |
| Isi 'Itsche'Tiefenbrunner          | Ridder van Catsweg 61 ·              | Stolperstein für Isi 'Itsche' Tiefenbrunner         | Hier woonde Isi 'Itsche' Tiefenbrunner geb. 1925 gevlucht naar Frankrijk verongelukt 11.5.1944 in de Pyreneëen                                              | 29. Aug. 2012 | Hier wohnte Isi 'Itsche' Tiefenbrunner, geboren 1925, geflohen nach Frankreich, verunglückt am 11.5.1944 in den Pyrenäen                                                                                                   |
| Herbert Kirchheim                  | Sophiastraat 37 ·                    | Stolperstein für Herbert Kirchheim                  | Hier woonde Herbert Kirchheim geb. 1896 gedeporteerd 4.5.1943 uit Westerbork vermoord 7.5.1943 Sobibor                                                      | 11. März 2019 | Hier wohnte Herbert Kirchheim, geboren 1896, deportiert 4.5.1943 aus Westerbork, ermordet 7.5.1943 in Sobibor |
| Margit Lieselotte Kirchheim        | Sophiastraat 37 ·                    | Stolperstein für Margit Lieselotte Kirchheim        | Hier woonde Margit Lieselotte Kirchheim geb. 1936 gedeporteerd 4.5.1943 uit Westerbork vermoord 7.5.1943 Sobibor                                            | 11. März 2019 | Hier wohnte Margit Lieselotte Kirchheim, geboren 1936, deportiert 4.5.1943 aus Westerbork, ermordet 7.5.1943 in Sobibor |
| Anne Marie Kirchheim-Brahn         | Sophiastraat 37 ·                    | Stolperstein für Anne Marie Kirchheim-Brahn         | Hier woonde Anne Marie Kirchheim-Brahn geb. 1900 gedeporteerd 4.5.1943 uit Westerbork vermoord 7.5.1943 Sobibor                                             | 11. März 2019 | Hier wohnte Anne Marie Kirchheim-Brahn, geboren 1900, deportiert 4.5.1943 aus Westerbork, ermordet 7.5.1943 in Sobibor |
| Heinz Ludwig Lewkonja              | Sophiastraat 37 ·                    | Stolperstein für Heinz Ludwig Lewkonja              | Hier woonde Heinz Ludwig Lewkonja geb. 1925 gedeporteerd 10.11.1942 uit Westerbork vermoord 31.3.1944 Midden Europa                                         | 20. Feb. 2015 | Hier wohnte Heinz Ludwig Lewkonja, geboren 1925, deportiert 10.11.1942 aus Westerbork, ermordet 31.3.1944 in Mitteleuropa                                                                                                  |
| Helmut Rosenberg                   | Sophiastraat 37 ·                    | Stolperstein für Helmut Rosenberg                   | Hier woonde Helmut Rosenberg geb. 1924 gedeporteerd 9.2.1943 uit Westerbork vermoord 30.4.1943 Auschwitz                                                    | 11. März 2019 | Hier wohnte Helmut Rosenberg, geboren 1924, deportiert 9.2.1943 aus Westerbork, ermordet 30.4.1943 in Auschwitz |
| Felix Falk                         | Sophiastraat 41 ·                    | Stolperstein für Felix Falk                         | Hier woonde Felix Falk geb. 1879 gedeporteerd 14.9.1943 uit Westerbork Theresienstadt vermoord 25.10.1944 Auschwitz                                         | 12. Apr. 2021 | Hier wohnte Felix Falk, geboren 1879, deportiert 14.9.1943 aus Westerbork, Theresienstadt, ermordet 25.10.1944 in Auschwitz                                                                                                |
| Käthe Falk-Ollendorff              | Sophiastraat 41 ·                    | Stolperstein für Käthe Falk-Ollendorff              | Hier woonde Käthe Falk-Ollendorff geb. 1880 gedeporteerd 14.9.1943 uit Westerbork Theresienstadt vermoord 25.10.1944 Auschwitz                              | 12. Apr. 2021 | Hier wohnte Käthe Falk-Ollendorff, geboren 1880, deportiert 14.9.1943 aus Westerbork, Theresienstadt, ermordet 25.10.1944 in Auschwitz                                                                                     |
| Arthur Lamm                        | Sophiastraat 46 ·                    | Stolperstein für Arthur Lamm                        | Hier woonde Arthur Lamm geb. 1882 gedeporteerd 20.4.1943 uit Westerbork vermoord 23.4.1943 Sobibor                                                          | 12. Apr. 2021 | Hier wohnte Arthur Lamm, geboren 1882, deportiert 20.4.1943 aus Westerbork, ermordet 23.4.1943 in Sobibor |
| Irene Lamm                         | Sophiastraat 46 ·                    | Stolperstein für Irene Lamm                         | Hier woonde Irene Lamm geb. 1923 gedeporteerd 16.2.1943 uit Westerbork vermoord 19.2.1943 Auschwitz                                                         | 12. Apr. 2021 | Hier wohnte Irene Lamm, geboren 1923, deportiert 16.2.1943 aus Westerbork, ermordet 19.2.1943 in Auschwitz |
| Iska Lamm-Fried                    | Sophiastraat 46 ·                    | Stolperstein für Iska Lamm-Fried                    | Hier woonde Iska Lamm-Fried geb. 1899 gedeporteerd 16.2.1943 uit Westerbork vermoord 19.2.1943 Auschwitz                                                    | 12. Apr. 2021 | Hier wohnte Iska Lamm-Fried, geboren 1899, deportiert 16.2.1943 aus Westerbork, ermordet 19.2.1943 in Auschwitz |
| Sylve Herrmann                     | Sophiastraat 47 ·                    | Stolperstein für Sylve Herrmann                     | Hier woonde Sylve Herrmann geb. 1880 gedeporteerd 20.4.1943 uit Westerbork vermoord 16.11.1943 Theresiënstadt                                               | 29. Aug. 2012 | Hier wohnte Sylve Herrmann, geboren 1880, deportiert 20.4.1943 aus Westerbork, ermordet 16.11.1943 in Theresienstadt |
| Erich Heumann                      | Sophiastraat 47 ·                    | Stolperstein für Erich Heumann                      | Hier woonde Erich Heumann geb. 1905 gedeporteerd 14.9.1943 uit Westerbork vermoord 22.1.1945 Gleiwitz                                                       | 29. Aug. 2012 | Hier wohnte Erich Heumann, geboren 1905, deportiert 14.9.1943 aus Westerbork, ermordet 22.1.1945 in Gleiwitz |
| Annie Dorothea Richter             | Sophiastraat 53 ·                    | Stolperstein für Annie Dorothea Richter             | Hier woonde Annie Dorothea Richter geb. 1919 gedeporteerd 31.8.1943 uit Westerbork vermoord 3.9.1943 Auschwitz                                              | 12. Apr. 2021 | Hier wohnte Annie Dorothea Richter, geboren 1919, deportiert 31.8.1943 aus Westerbork, ermordet 3.9.1943 in Auschwitz |
| Georg Fuerst                       | Steijnkade 34 ·                      | Stolperstein für Georg Fuerst                       | Hier woonde Georg Fuerst geb. 1886 gedeporteerd 11.1.1944 uit Westerbork vermoord 26.12.1944 Bergen-Belsen                                                  | 1. Nov. 2014  | Hier wohnte Georg Fuerst, geboren 1886, deportiert 11.1.1944 aus Westerbork, ermordet 26.12.1944 in Bergen-Belsen |
| Else Fuerst-Schreiber              | Steijnkade 34 ·                      | Stolperstein für Else Fuerst-Schreiber              | Hier woonde Else Fuerst-Schreiber geb. 1895 gedeporteerd 11.1.1944 uit Westerbork vermoord 29.12.1944 Bergen-Belsen                                         | 1. Nov. 2014  | Hier wohnte Else Fuerst-Schreiber, geboren 1895, deportiert 11.1.1944 aus Westerbork, ermordet 29.12.1944 in Bergen-Belsen                                                                                                 |
| Karl Heinrich Fuerst               | Steijnkade 34 ·                      | Stolperstein für Karl Heinrich Fuerst               | Hier woonde Karl Heinrich Fuerst geb. 1923 gedeporteerd 11.1.1944 uit Westerbork vermoord 8.2.1945 Bergen-Belsen                                            | 1. Nov. 2014  | Hier wohnte Karl Heinrich Fuerst, geboren 1923, deportiert 11.1.1944 aus Westerbork, ermordet 8.2.1945 in Bergen-Belsen |
| Jacob Izak de Leeuw                | Turfmarkt 79 ·                       | Stolperstein für Jacob Izak de Leeuw                | Hier woonde Jacob Izak de Leeuw geb. 1904 gedeporteerd 27.7.1942 uit Westerbork vermoord 30.9.1942 Auschwitz                                                | 12. Feb. 2017 | Hier wohnte Jacob Izak de Leeuw, geboren 1904, deportiert 27.7.1942 aus Westerbork, ermordet 30.9.1942 in Auschwitz |
| Margaretha de Leeuw-Gompers        | Turfmarkt 79 ·                       | Stolperstein für Margaretha de Leeuw-Gompers        | Hier woonde Margaretha de Leeuw-Gompers geb. 1907 gedeporteerd 27.7.1942 uit Westerbork vermoord 29.7.1942 Auschwitz                                        | 12. Feb. 2017 | Hier wohnte Margaretha de Leeuw-Gompers, geboren 1907, deportiert 27.7.1942 aus Westerbork, ermordet 29.7.1942 in Auschwitz                                                                                                |
| Anna Judik de Leeuw                | Turfmarkt 79 ·                       | Stolperstein für Anna Judik de Leeuw                | Hier woonde Anna Judik de Leeuw geb. 1932 gedeporteerd 27.7.1942 uit Westerbork vermoord 29.7.1942 Auschwitz                                                | 12. Feb. 2017 | Hier wohnte Anna Judik de Leeuw, geboren 1932, deportiert 27.7.1942 aus Westerbork, ermordet 29.7.1942 in Auschwitz |
| Abraham Izak de Leeuw              | Turfmarkt 79 ·                       | Stolperstein für Abraham Izak de Leeuw              | Hier woonde Abraham Izak de Leeuw geb. 1935 gedeporteerd 27.7.1942 uit Westerbork vermoord 29.7.1942 Auschwitz                                              | 12. Feb. 2017 | Hier wohnte Abraham Izak de Leeuw, geboren 1935, deportiert 27.7.1942 aus Westerbork, ermordet 29.7.1942 in Auschwitz |
| Alex Hans Maijer                   | Turfmarkt 142 ·                      | Stolperstein für Alex Hans Maijer                   | Hier woonde Alex Hans Maijer geb. 1921 gedeporteerd 3.9.1944 uit Westerbork Auschwitz vermoord 4.2.1945 bij Dodenmars Midden-Europa                         | 15. Nov. 2020 | Hier wohnte Alex Hans Maijer, geboren 1921, deportiert 3.9.1944 aus Westerbork, Auschwitz, ermordet 4.2.1945 bei einem Todesmarsch in Mitteleuropa                                                                         |
| Günther Bernstein                  | Van Bergen IJzendoornpark 3 ·        | Stolperstein für Günther Bernstein                  | Hier woonde Günther Bernstein geb. 1909 gearresteerd 6.7.1942 vermoord 10.11.1942 Mauthausen                                                                | 2016          | Hier wohnte Günther Bernstein, geboren 1909, verhaftet 6.7.1942, ermordet 10.11.1942 in Mauthausen |
| Karl Happ                          | Van Itersonlaan 5b ·                 | Stolperstein für Karl Happ                          | Hier woonde Karl Happ geb. 1879 gedeporteerd 29.6.1943 uit Westerbork vermoord 2.7.1943 Sobibor                                                             | 29. Aug. 2012 | Hier wohnte Karl Happ, geboren 1879, deportiert 29.6.1943 aus Westerbork, ermordet 2.7.1943 in Sobibor |
| Günther Joseph Happ                | Van Itersonlaan 5b ·                 | Stolperstein für Günther Joseph Happ                | Hier woonde Günther Joseph Happ geb. 1927 gedeporteerd 29.6.1943 uit Westerbork vermoord 2.7.1943 Sobibor                                                   | 29. Aug. 2012 | Hier wohnte Günther Joseph Happ, geboren 1927, deportiert 29.6.1943 aus Westerbork, ermordet 2.7.1943 in Sobibor |
| Lotti Happ-Cohn                    | Van Itersonlaan 5b ·                 | Stolperstein für Lotti Happ-Cohn                    | Hier woonde Lotti Happ-Cohn geb. 1902 gedeporteerd 29.6.1943 uit Westerbork vermoord 2.7.1943 Sobibor                                                       | 29. Aug. 2012 | Hier wohnte Lotti Happ-Cohn, geboren 1902, deportiert 29.6.1943 aus Westerbork, ermordet 2.7.1943 in Sobibor |
| Jetje Carla Mogendorff             | Van Swietenstraat 3 ·                | Stolperstein für Jetje Carla Mogendorff             | Hier woonde Jetje Carla Mogendorff geb. 1921 gedeporteerd 19.5.1944 uit Westerbork vermoord 30.9.1944 Midden-Europa                                         | 26. Feb. 2016 | Hier wohnte Jetje Carla Mogendorff, geboren 1921, deportiert 19.5.1944 aus Westerbork, ermordet 30.9.1944 in Mitteleuropa                                                                                                  |
| Margarete Dieckhoff                | Van Swietenstraat 3 ·                | Stolperstein für Margarete Dieckhoff                | Hier woonde Margarete Dieckhoff geb. 1905 gedeporteerd 31.8.1943 uit Westerbork vermoord 3.9.1943 Auschwitz                                                 | 26. Feb. 2016 | Hier wohnte Margarete Dieckhoff, geboren 1905, deportiert 31.8.1943 aus Westerbork, ermordet 3.9.1943 in Auschwitz |
| Joseph Kops                        | Vlamingstraat 22 ·                   | Stolperstein für Joseph Kops                        | Hier woonde Joseph Kops geb. 1907 gedeporteerd 2.10.1942 uit Westerbork vermoord 28.2.1943 Schöppinitz                                                      | 15. Nov. 2020 | Hier wohnte Joseph Kops, geboren 1907, deportiert 2.10.1942 aus Westerbork, ermordet 28.2.1943 in Schöppenitz |
| Elisabeth Kops-Scheffer            | Vlamingstraat 22 ·                   | Stolperstein für Elisabeth Kops-Scheffer            | Hier woonde Elisabeth Kops-Scheffer geb. 1915 gedeporteerd 2.10.1942 uit Westerbork vermoord 5.10.1942 Auschwitz                                            | 15. Nov. 2020 | Hier wohnte Elisabeth Kops-Scheffer, geboren 1915, deportiert 2.10.1942 aus Westerbork, ermordet 5.10.1942 in Auschwitz |
| Bajla Szwajcer-Ferens              | Vlamingstraat 26 ·                   | Stolperstein für Bajla Szwajcer-Ferens              | Hier woonde Bajla Szwajcer-Ferens geb. 1904 gedeporteerd 10.11.1942 uit Westerbork vermoord 13.11.1942 Auschwitz                                            | 29. Aug. 2012 | Hier wohnte Bajla Szwajcer-Ferens, geboren 1904, deportiert 10.11.1942 aus Westerbork, ermordet 13.11.1942 in Auschwitz |
| Sigmund Oppenheimer                | Westhaven 59 ·                       | Stolperstein für Sigmund Oppenheimer                | Hier woonde Sigmund Oppenheimer geb. 1877 gedeporteerd 23.10.1943 uit Westerbork vermoord 26.10.1943 Auschwitz                                              | 11. März 2019 | Hier wohnte Sigmund Oppenheimer, geboren 1877, deportiert 23.10.1943 aus Westerbork, ermordet 26.10.1943 in Auschwitz |
| Babette Oppenheimer-Blümlein       | Westhaven 59 ·                       | Stolperstein für Babette Oppenheimer-Blümlein       | Hier woonde Babette Oppenheimer-Blümlein geb. 1882 gedeporteerd 23.10.1943 uit Westerbork vermoord 26.10.1943 Auschwitz                                     | 11. März 2019 | Hier wohnte Babette Oppenheimer-Blümlein, geboren 1882, deportiert 23.10.1943 aus Westerbork, ermordet 26.10.1943 in Auschwitz                                                                                             |
| Kurt Maijer                        | Wijde Poort 2 ·                      | Stolperstein für Kurt Maijer                        | Hier woonde Kurt Maijer geb. 1926 gedeporteerd 24.8.1943 uit Westerbork vermoord 28.12.1943 Auschwitz                                                       | 12. Apr. 2021 | Hier wohnte Kurt Maijer, geboren 1926, deportiert 24.8.1943 aus Westerbork, ermordet 28.12.1943 in Auschwitz |
| Ernst Maijer                       | Wijde Poort 2 ·                      | Stolperstein für Ernst Maijer                       | Hier woonde Ernst Maijer geb. 1927 gedeporteerd 9.2.1943 uit Westerbork Auschwitz vermoord 10.2.1945 bij Dodenmars Midden-Europa                            | 12. Apr. 2021 | Hier wohnte Ernst Maijer, geboren 1927, deportiert 9.2.1943 aus Westerbork, Auschwitz, ermordet 10.2.1945 auf einem Todesmarsch in Mitteleuropa                                                                            |
| Salomon Benjamin Gompers           | Wijdstraat 17 ·                      | Stolperstein für Salomon Benjamin Gompers           | Hier woonde Salomon Benjamin Gompers geb. 1898 gedeporteerd 25.9.1942 uit Westerbork vermoord 31.1.1943 Monowitz                                            | 29. Aug. 2012 | Hier wohnte Salomon Benjamin Gompers, geboren 1898, deportiert 25.9.1942 aus Westerbork, ermordet 31.1.1943 in Monowitz |
| Elisabeth Gompers-van Tijn         | Wijdstraat 17 ·                      | Stolperstein für Elisabeth Gompers-van Tijn         | Hier woonde Elisabeth Gompers-van Tijn geb. 1902 gedeporteerd 25.9.1942 uit Westerbork vermoord 28.9.1942 Auschwitz                                         | 29. Aug. 2012 | Hier wohnte Elisabeth Gompers-van Tijn, geboren 1902, deportiert 25.9.1942 aus Westerbork, ermordet 28.9.1942 in Auschwitz                                                                                                 |
| Reintje Margaretha Gompers         | Wijdstraat 17 ·                      | Stolperstein für Reintje Margaretha Gompers         | Hier woonde Reintje Margaretha Gompers geb. 1923 gedeporteerd 25.9.1942 uit Westerbork vermoord 28.9.1942 Auschwitz                                         | 29. Aug. 2012 | Hier wohnte Reintje Margaretha Gompers, geboren 1923, deportiert 25.9.1942 aus Westerbork, ermordet 28.9.1942 in Auschwitz                                                                                                 |
| Etty Gompers                       | Wijdstraat 17 ·                      | Stolperstein für Etty Gompers                       | Hier woonde Etty Gompers geb. 1925 gedeporteerd 25.9.1942 uit Westerbork vermoord 28.9.1942 Auschwitz                                                       | 29. Aug. 2012 | Hier wohnte Etty Gompers, geboren 1925, deportiert 25.9.1942 aus Westerbork, ermordet 28.9.1942 in Auschwitz |
| Benjamin Gompers                   | Wijdstraat 17 ·                      | Stolperstein für Benjamin Gompers                   | Hier woonde Benjamin Gompers geb. 1927 gedeporteerd 25.9.1942 uit Westerbork vermoord 28.9.1942 Auschwitz                                                   | 29. Aug. 2012 | Hier wohnte Benjamin Gompers, geboren 1927, deportiert 25.9.1942 aus Westerbork, ermordet 28.9.1942 in Auschwitz |
| Simon Frenk                        | Wilhelminastraat 60 ·                | Stolperstein für Simon Frenk                        | Hier woonde Simon Frenk geb. 1893 gedeporteerd 1942 uit Westerbork vermoord 31.3.1943 Dwangarbeiderskamp Seibersdorf                                        | 28. Apr. 2011 | Hier wohnte Simon Frenk, geboren 1893, deportiert 1942 aus Westerbork, ermordet 31.3.1943 im Zwangsarbeiterlager Seibersdorf                                                                                               |
| Heintje Frenk                      | Wilhelminastraat 60 ·                | Stolperstein für Heintje Frenk                      | Hier woonde Heintje Frenk geb. 1924 gedeporteerd 7.9.1942 uit Westerbork vermoord 10.9.1942 Auschwitz                                                       | 28. Apr. 2011 | Hier wohnte Heintje Frenk, geboren 1924, deportiert 7.9.1942 aus Westerbork, ermordet 10.9.1942 in Auschwitz |
| Rachel Frenk-Cats                  | Wilhelminastraat 60 ·                | Stolperstein für Rachel Frenk-Cats                  | Hier woonde Rachel Frenk-Cats geb. 1904 gedeporteerd 7.9.1942 uit Westerbork vermoord 10.9.1942 Auschwitz                                                   | 28. Apr. 2011 | Hier wohnte Rachel Frenk-Cats, geboren 1904, deportiert 7.9.1942 aus Westerbork, ermordet 10.9.1942 in Auschwitz |
| Hans Oppenheim                     | Zuidelijke Burgvlietkade 11 ·        | Stolperstein für Hans Oppenheim                     | Hier woonde Hans Oppenheim geb. 1927 gedeporteerd 16.11.1943 uit Westerbork vermoord 19.11.1943 Auschwitz                                                   | 15. Nov. 2020 | Hier wohnte Hans Oppenheim, geboren 1927, deportiert 16.11.1943 aus Westerbork, ermordet 19.11.1943 in Auschwitz |
| Flora Oppenheim-Ullmann            | Zuidelijke Burgvlietkade 11 ·        | Stolperstein für Flora Oppenheim-Ullmann            | Hier woonde Flora Oppenheim-Ullmann geb. 1886 gedeporteerd 16.11.1943 uit Westerbork vermoord 19.11.1943 Auschwitz                                          | 15. Nov. 2020 | Hier wohnte Flora Oppenheim-Ullmann, geboren 1886, deportiert 16.11.1943 aus Westerbork, ermordet 19.11.1943 in Auschwitz                                                                                                  |
| David de Wolff                     | Zuidelijke Steijnkade 1 ·            | Stolperstein für David de Wolff                     | Hier woonde David de Wolff geb. 1872 gedeporteerd 2.11.1942 uit Westerbork vermoord 5.11.1942 Auschwitz                                                     | 29. Aug. 2012 | Hier wohnte David de Wolff, geboren 1872, deportiert 2.11.1942 aus Westerbork, ermordet 5.11.1942 in Auschwitz |
| Sara de Wolff-de Jong              | Zuidelijke Steijnkade 1 ·            | Stolperstein für Sara de Wolff-de Jong              | Hier woonde Sara de Wolff-de Jong geb. 1879 gedeporteerd 2.11.1942 uit Westerbork vermoord 5.11.1942 Auschwitz                                              | 29. Aug. 2012 | Hier wohnte Sara de Wolff-de Jong, geboren 1879, deportiert 2.11.1942 aus Westerbork, ermordet 5.11.1942 in Auschwitz |